# Noi tehnologii în timpul celui de-al Doilea Război Mondial
Tehnologia a jucat un rol crucial în rezultatul celui de-al Doilea Război Mondial. O mare parte din aceste tehnologii au fost dezvoltate în anii interbelici: 1920 - 1930, unele s-au dezvoltat ca urmare a lecțiilor valoroase învățate în timpul războiului, iar altele spre sfârșitul războiului.
Efectele noilor tehnologii au fost multiple și individuale, dezvoltările cele mai importante au fost în următoarele domenii:
- Armament, incluzând aici: nave, vehicule, avioane, rachete, piese de artilerie, arme de infanterie și arma nucleară.

- Logistică militară, incluzând aici: vehicule pentru transportul soldaților și echipamentului (camioane, jeepuri, nave, avioane).

- Comunicații, spionaj și contraspionaj, incluzând aici: echipamente de comunicații, navigație, detectare la distanță și spionaj.

- Medicină, dezvoltarea unor tehnici chirurgicale, descoperirea unor medicamente.

## Primul Război Mondial: un război al tranșeelor

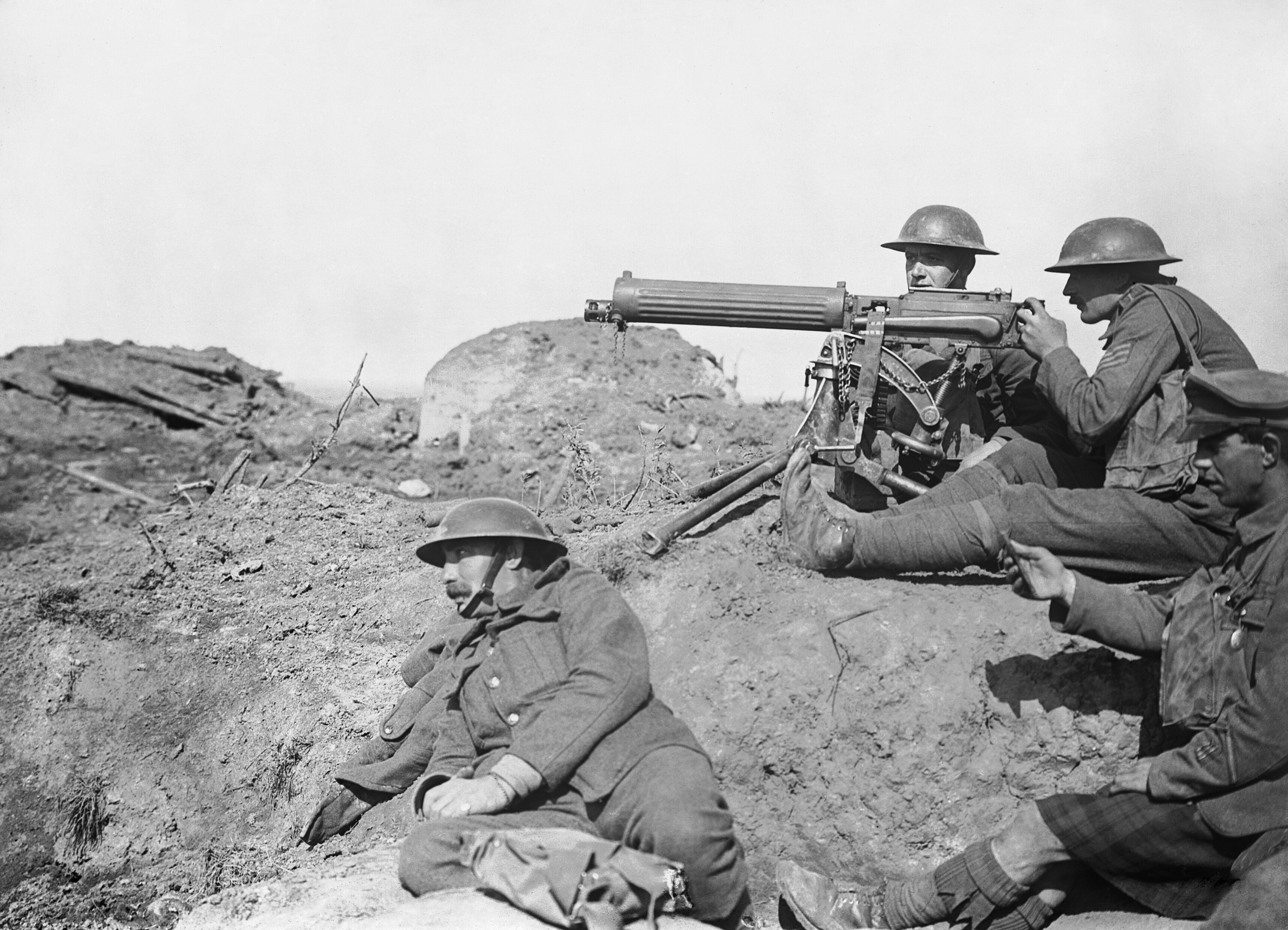
Mitraliera Vickers în acțiune

Primul Război Mondial a transformat tacticile de manevră caracteristice conflictelor armate până atunci caracteristice de exemplu  Războaielor Napoleoniene în războaie de tranșee datorită utilizării unor noi descoperiri ca:
- mitraliera
- sârma ghimpată
- avionul.

Acest război a fost primul război al noii societăți industriale, care stăpânea producția de masă și folosea avantajele pieselor standardizate.
Mitraliera prin puterea sa de foc nu mai permitea efectuarea unor manevre lente, iar sârma ghimpată încetinea orice asalt și putea să direcționeze atacul inamicului în zone bine pregătite. 
Tancurile, introduse în acest război de englezi și-au arătat efectele psihologice asupra militarilor și capacitatea lor de a trece peste diferite obstacole antiinfanterie: șanțuri, sârmă ghimpată.
Avioanele la rândul lor în prima fază a războiului au fost folosite doar pentru recunoaștere, zădărnicind orice încercare de manevrare a inamicului. Doar mai târziu au început să fie echipate cu mitraliere și bombe de mici dimensiuni.

Efectele gazelor de luptă folosite în acest război, au îngrozit părțile beligerante, care în Convențiile de la Haga din 1899 și 1907 au interzis folosirea acestora. 
În Primul Război Mondial rolul căilor ferate a fost mai mare ca în oricare alt război. Deplasarea se realiza în principal cu cai, folosiți și pentru tractarea armamentului greu. 
Acest război era dominat de cuirasate și cel mai mult conta calibrul și precizia tunurilor de pe cuirasate. Apariția însă a submarinelor deja începea să arate vulnerabilitatea cuirasatelor, care vor deveni evidente de-abia în al Doilea Război Mondial odată cu dezvoltarea avioanelor de vânătoare și tacticilor de atac ale acestora cu bombe și torpile.

## Perioada interbelică: se pun bazele teoretice ale războiului fulger
Marea Britanie
Marea Britanie în 1915 stabilea tendințele în dezvoltarea tancurilor, dar cu apropierea războiului a pierdut inițiativa. În Marea Britanie exista o teorie adoptată de guvern în august 1919 conform căreia guvernul nu se aștepta ca în timp de 10 ani să izbucnească război. În consecință britanicii au investit foarte puțin în cercetare-dezvoltare în domeniul militar. 
Franța

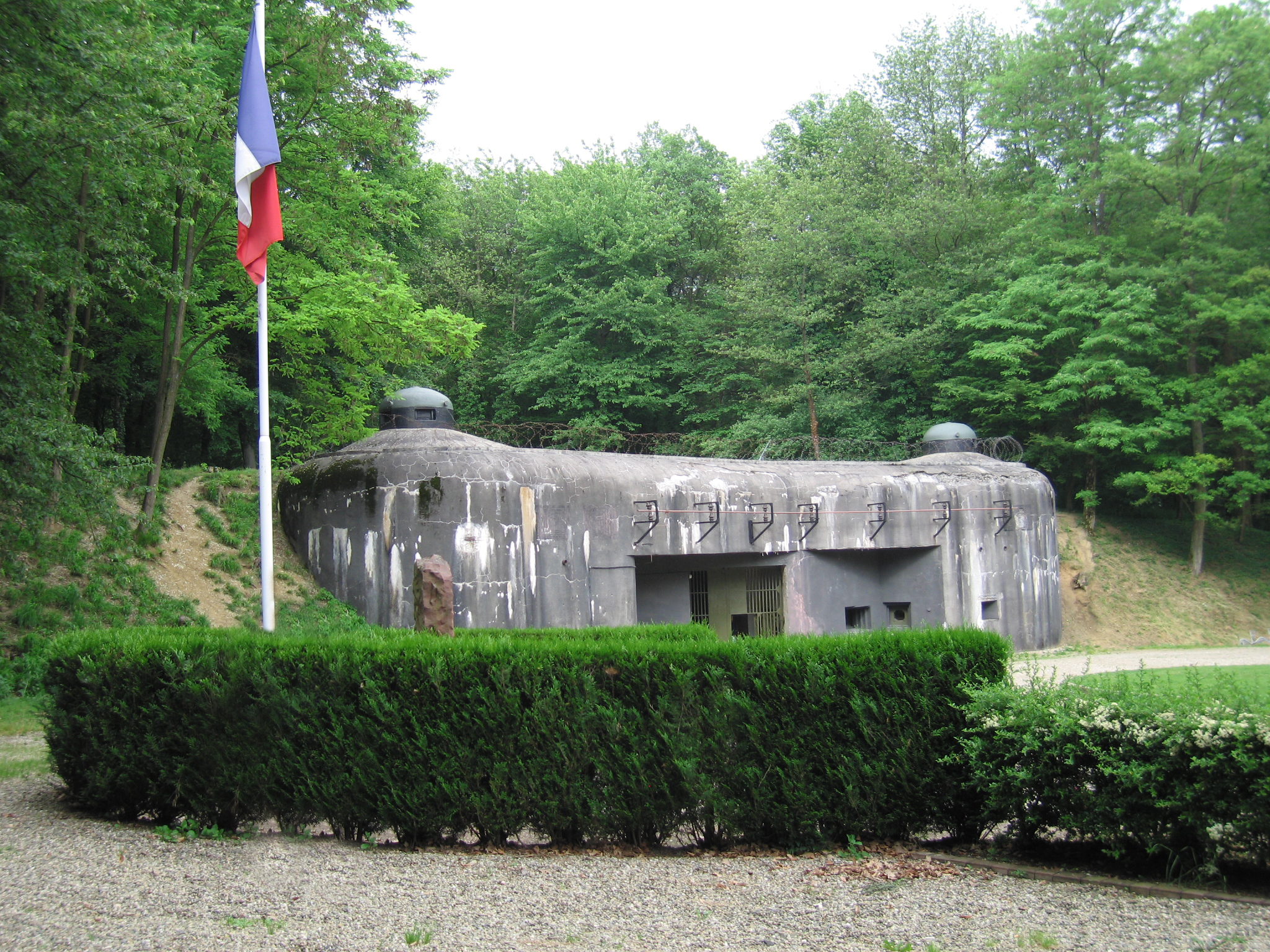
Linia Maginot

Francezii credeau că dacă vor fi atacați din nou de germani, acest război va fi ca o prelungire a Primului Război Mondial, motiv pentru care s-au pregătit pentru un nou război de tranșee construind Linia Maginot. Se presupunea că germanii vor ataca prin Belgia (Planul Schlieffen) și francezii în cooperare cu britanicii îi vor putea opri. În Franța tancul era privit ca o armă de sprijin a infanteriei, tancurile fiind dispersate în unități mici pentru sprijinul infanteriei în distrugerea cuiburilor de mitraliere și a gardurilor de sârmă ghimpată.  
Germania și URSS
Germanii și sovieticii, puteri dezamăgite, colaborând, făceau cercetare-dezvoltare în domeniu militar. Germania fiind limitată în acest sens, a primit un sprijin de la sovietici pentru a face testări pe teritoriul URSS. Marele fabricant de arme Krupp avea facilități de producție în sudul URSS, iar în 1925 a fost înființată o școală de piloți lângă Lipețsk unde se antrenau viitorii piloți ai Luftwaffe. Încă din anul 1926 Reichswehr putea folosi o școală de tanchiști lângă Kazan și o fabrică de armament chimic în Samara Oblast. În schimbul acestor facilități sovieticii intrau în posesia tacticii și tehnologiei folosite de germani. În cea de-a doua jumătate a anilor 1920 germanii au ajutat la construirea unor fabrici de tancuri din Leningrad și Harkov. Cooperarea a fost întreruptă prin venirea la putere al lui Hitler în 1933. 

În Germania Heinz Guderian, influențat de teoreticienii J. F. C. Fuller și B.H. Liddell Hart,  prin lucrarea sa „Achtung Panzer” dezvolta teoria Războiului fulger (Blitzkrieg), adică o ofensivă militară generalizată, precedată de atacuri aeriene și bombardamente masive urmate de atacuri foarte rapide, unde tancurile erau folosite grupate în mari unități, ocoleau punctele fortificate (lăsându-le infanteriei, penetrau liniile inamice, pătrundeau adânc în spatele liniilor inamice și tăiau orice posibilitate de regrupare, apărare și aprovizionare a inamicului.  
Japonia

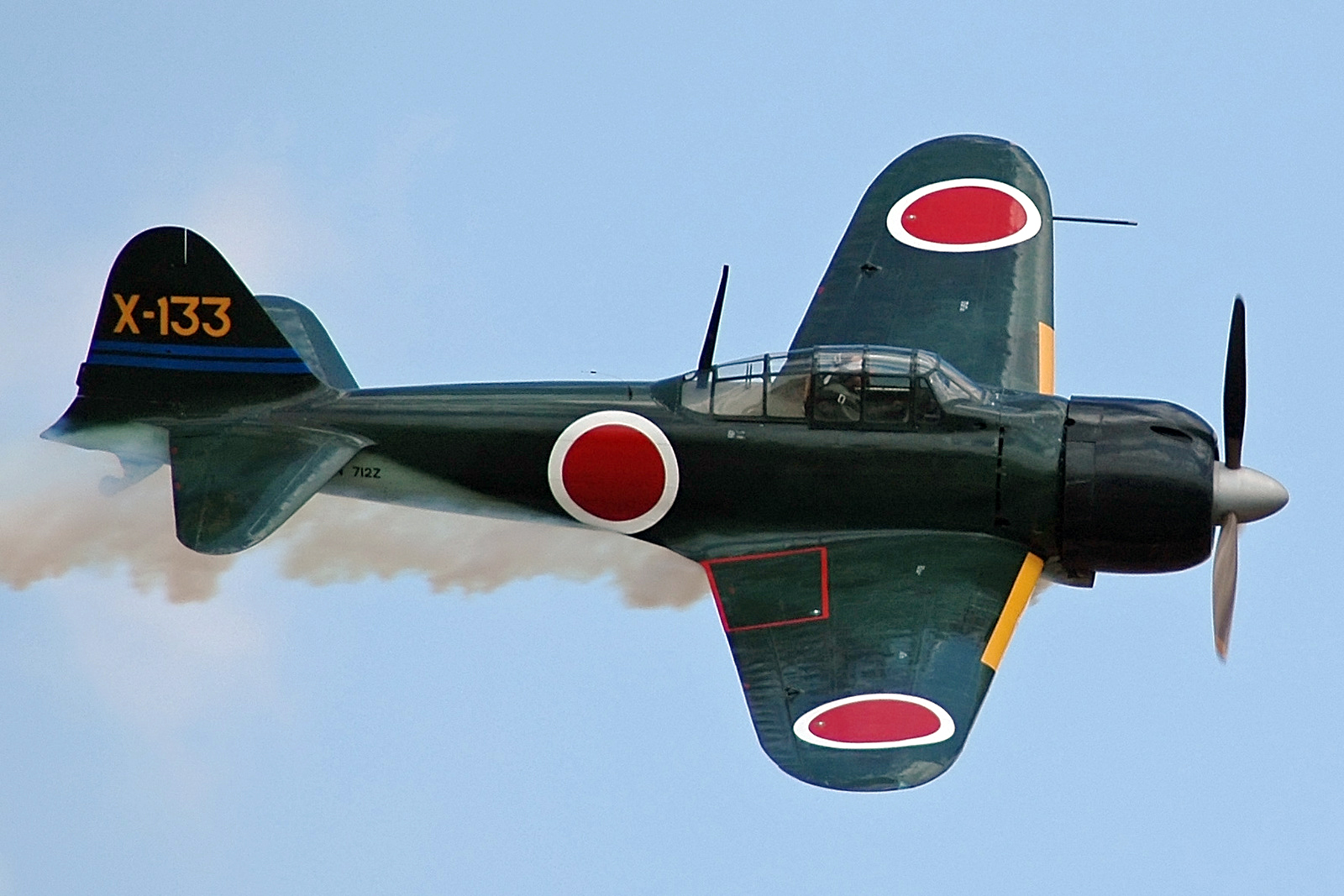
Mitsubishi A6M Zero

În această perioadă Japonia a conceput o tactică asemănătoare Germaniei. În această perioadă Japonia ocupa coasta de est a Chinei, iar în 18 septembrie 1938 ataca Manciuria
Mitsubishi A6M Zero la începutul războiului era unul dintre cele mai performante avioane de vânătoare din lume. În ultimii ani a războiului a fost surclasat de avioanele americane. 

## Armament
În timpul celui de-al Doilea Război Mondial armamentul a cunoscut o dezvoltare rapidă astfel că în decurs de șase ani începând de la arme cu calibre mici până la avioane armele cu care forțele au început războiul au fost depășite. 
De exemplu, dacă tranșeele, cavaleria și cuirasatele erau larg folosite în 1940, peste șase ani armele moderne erau avioanele cu reacție, rachetele balistice și chiar bomba atomică. 

#### Avioane
Forțele Axei aveau probleme serioase din cauza lipsei de combustibil petrolier. Germania a dezvoltat un procedeu tehnologic prin care se obținea un înlocuitor al petrolului din cărbune. Aliații aveau producție petrolieră mult mai mare. Americanii adăugau tetraetil de plumb combustibililor folosite pentru avioane, astfel se obțineau pentru avioanele aliaților un combustibil care permitea o compresie mai mare a combustibilului, randament mai mare, crescând astfel viteza și raza de acțiune a avioanelor.
Forțele aeriene franceze erau foarte neglijate, comandanții militari preferând să cheltuiască fonduri pentru forțe terestre și fortificații.
Pe Teatrul de război din  Europa de Vest aviația a devenit crucială de-a lungul războiului, atât în operațiuni tactice (pe  câmpul de luptă) cât și cele strategice (acțiuni la mare distanță-bombardamente). Introducerea unor inovații, invenții și noi tehnologii au permis germanilor dezvoltarea în 1940 a unor avioane care depășeau în viteză avioanele aliaților, la care se adăuga și numărul insuficient de avioanele aliate.
Ca urmare, în anul 1940, Forțele Aeriene Franceze aveau doar 1562 avioane, care, împreună cu 1070 avioane ale RAF înfruntau cele 5638 avioane de vânătoare și vânătoare-bombardament ale Luftwaffe. 
Cele mai multe aerodromuri franceze s-au situat în nord-estul Franței, și au fost rapid ocupate în primele etape ale campaniei. Royal Air Force din Marea Britanie poseda unele avioane de luptă foarte avansate, cum ar fi  Spitfire și  Hurricane, dar acestea nu au fost potrivite pentru a ataca trupele terestre pe un câmp de luptă, față de Luftwaffe, care folosea cu succes în acest scop avioanele de bombardament în picaj Stuka testate de Legiunea Condor în Războiul Civil Spaniol.
Numărul mic de avioane expediate în Franța cu Forța Expediționară Britanică au fost distruse destul de repede. Ca urmare, Luftwaffe în 1940 a fost capabil să dobândească superioritatea aeriană deasupra Franței, oferind armatei germane un avantaj imens în sprijinul trupelor terestre, recunoaștere și culegerea informațiilor.
Avioane de vânătoare

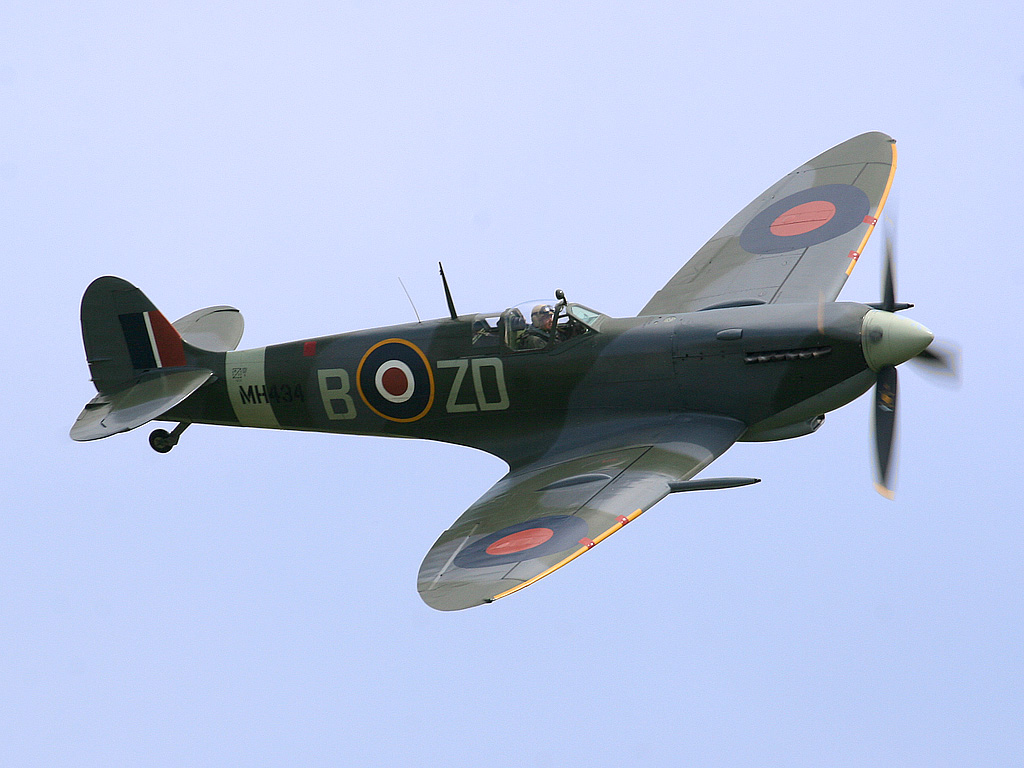
Supermarine Spitfire
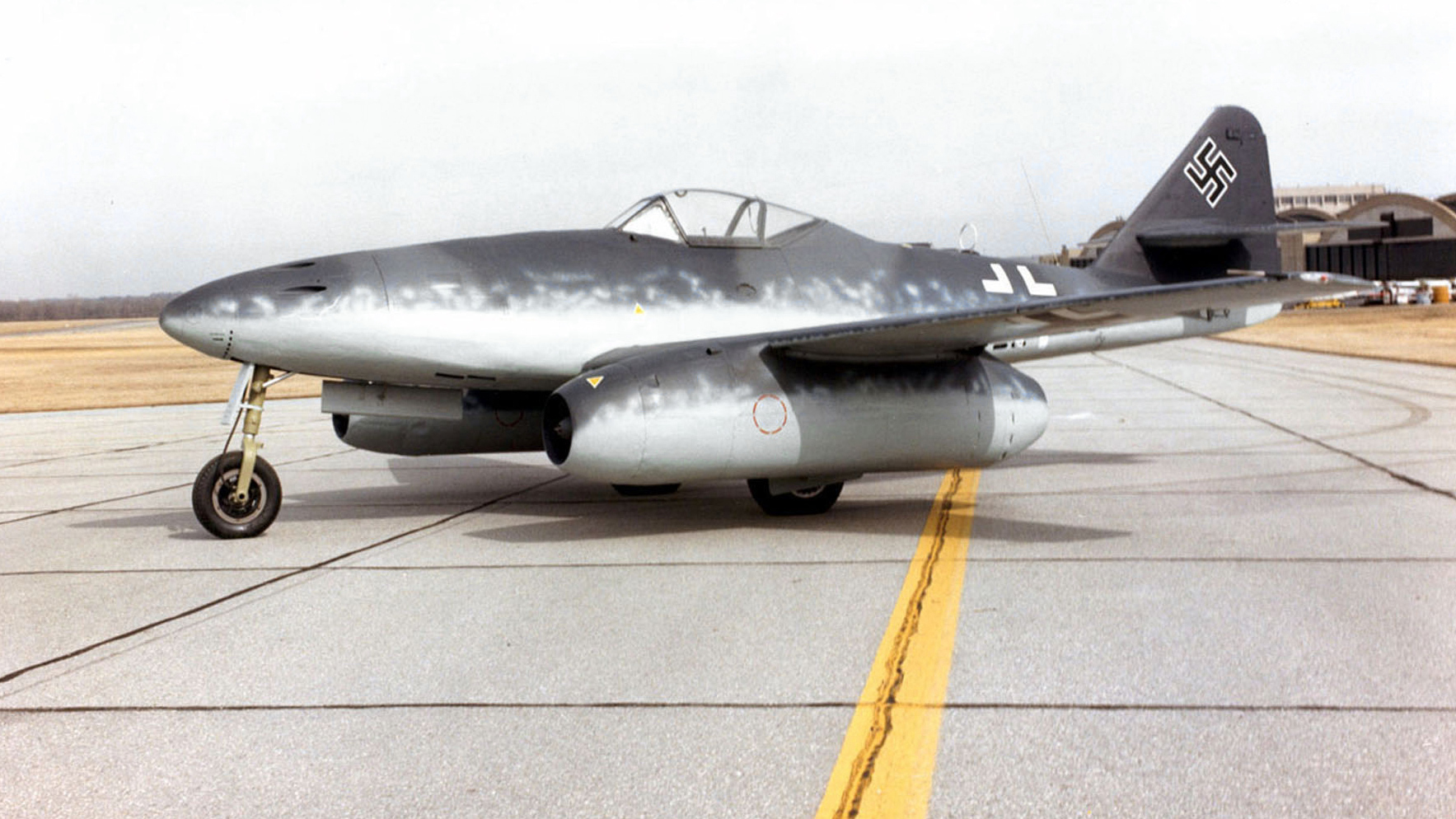
Messerschmitt Me 262

Dezvoltarea avioanelor de vânătoare în război se observă comparând avioanele cu reacție cu cele cu elice de la începutul războiului.
Avioanele cu reacție Messerschmitt Me 262, Heinkel He 162 și Arado Ar 234 de la sfârșitul războiului puteau depăși cu ușurință cel mai bun avion din 1939, Spitfire. 
În prima perioadă a războiului în Bătălia Angliei rol important au avut avioanele de vânătoare Spitfire, Hurricane și Messerschmitt Bf 109. Piloții britanici erau aproximativ la fel de bine pregătiți ca și piloții germani. Avioanele de vânătoare germane Bf 109 nu erau echipate corespunzător să transporte suficient combustibil pentru a fi capabile să însoțească bombardierele, rămânând puține minute în spațiul aerian britanic, iar Bf 110, care avea rază de acțiune mai mare, era greoaie și putea fi ușor învins în luptele aeriene. Este bizar cât de mult a durat până când au conceput rezervoarele largabile.

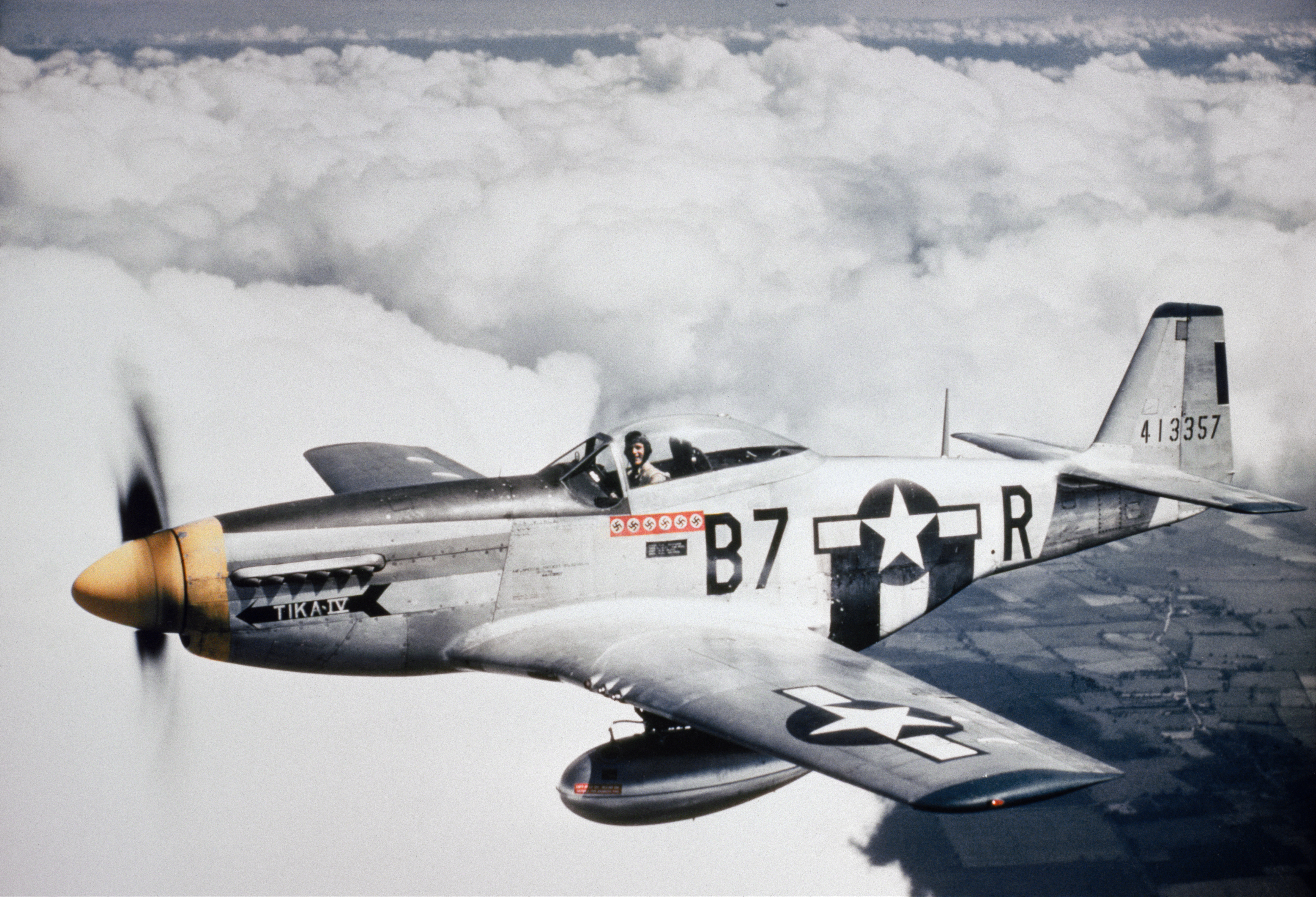
P-51 Mustang echipat cu rezervor largabil

Pe Frontul de Est în prima fază a Operațiunii Barbarossa sovieticii erau surclasați de piloții germani, dar nici avioanele sovietice ca biplanul Polikarpov I-15 și Polikarpov I-16 nu se ridicau la nivelul calității avioanelor germane. Avioanele sovietice de construcție mai modernă ca MiG-3, LaGG-3 sau Yak-1 nu erau disponibile în număr suficient de mare. Rezultatul a fost, că la început multe avioane sovietice au fost distruse la sol sau în lupte aeriene, unde șansele sovieticilor erau minime. Astfel pe Frontul de Est au putut să apară ași ca Erich Hartmann (352 victorii aeriene) și Gerhard Barkhorn (301 victorii aeriene), în Bătălia Angliei succesele germane fiind mult mai modeste. 
Mai târziu antrenarea piloților sovietici s-a îmbunătățit și au apărut avioanele Yak-3 și La-7	care aveau performanțele similare cu avioanele germane Messerschmitt Bf 109 și Focke-Wulf Fw 190, dar sovieticii au primit de la americani P-39 Airacobra, care s-au dovedit eficiente în luptele de joasă altitudine. 
După ce și SUA a intrat în război, au apărut avioanele P-51 Mustang care erau avioane de vânătoare cu rază lungă de acțiune capabile să însoțească bombardierele americane B-24 Liberator și B-17 Flying Fortress până în inima Germaniei Naziste.
Japonezii au surprins americanii la Atacul de la Pearl Harbour cu Mitsubishi A6M Zero care putea acționa atât pe mare lansat de pe portavioane, cât și pe uscat. Manevrabilitatea lor excelentă avea șanse mari împotriva modelelor americane de la începutul războiului, depășite moral. După prăbușirea în data de 11 iulie 1942 pe Insula Akutan în nămol a unui avion Zero, avionul putând să fie reparat, americanii au reușit să depisteze punctele tari și cele slabe ale avionului. Când mai târziu au apărut avioanele americane P-38 Lightning, F6F Hellcat și F4U Corsair, Zero a rămas în urmă în privința puterii motorului, care combinat cu faptul că japonezii nu puteau să-și pregătească suficient piloții, s-a dovedit a fi catastrofal pentru japonezi în luptele aeriene. 

În ultimul an al războiului au apărut avioanele cu reacție germane  Heinkel He 178 și Messerschmitt Me 262, cu un mare avantaj tehnologic, însă numărul insuficient de astfel de avioane, dar și superioritatea aeriană aliată nu a au avut efect asupra deznodământului războiului.
Bombardiere

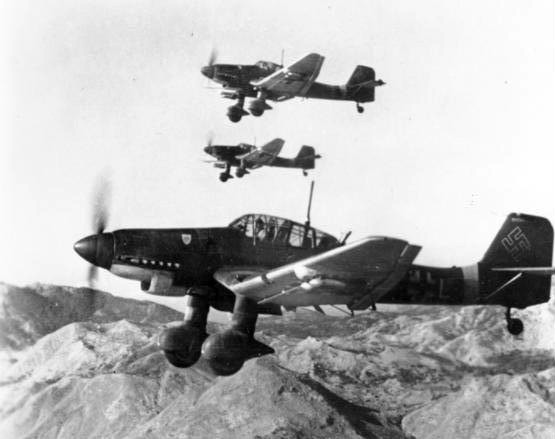
Stuka erau eficiente și precise în atacul trupelor terestre concentrate

Bombardamentul în 28 ianuarie 1932 și august 1937 a Shanghaiului de Marina Imperială Japoneză  și bombardamentele efectuate în Războiul Civil Spaniol (1936–1939) au demonstrat puterea bombardamentului strategic, motiv pentru care forțele aeriene europene și SUA au început să privească bombardierele ca niște arme extrem de puternice cu care, teoretic, se poate bombarda o națiune inamică până la distrugere completă. Această strategie era susținută în special de Sir Arthur Bomber Harris. Ca rezultat, teama de bombardiere a declanșat o dezvoltare rapidă a tehnologiilor aeronautice și ale celor de detectare și contracarare a avioanelor (radar, tunuri antiaeriene).

Principiul radarului

Germania nazistă a dezvoltat și a introdus în producție doar un singur tip de bombardier strategic cu rază lungă de acțiune (Heinkel He 177-Grifon), cu numeroase întârzieri și probleme, în timp ce bombardierele americane rămâneau doar în faza de prototipuri.
Războiul civil din Spania a demonstrat că tactice bombardamentelor în picaj cu ajutorul avioanelor Stuka sunt un mod foarte eficient de a distruge trupele inamice terestre concentrate, și astfel eforturile au fost îndreptate spre dezvoltarea și construcția bombardierelor de dimensiuni mai mici. Mai târziu, au devenit victime sigure ale avioanelor de vânătoare mai manevrabile și mai rapide ale aliaților.  
Ca urmare, în 1940 Luftwaffe a fost forțat să atace Londra cu bombardiere medii Heinkel și Dornier puternic supraîncărcate și chiar cu bombardierele în picaj Junkers Ju 87 (Stuka), nepotrivite acestui scop. Aceste bombardiere erau extrem de lente, inginerii nu au putut să se dezvolte motoare de avion cu piston suficient de mari (cele dezvoltate aveau tendința ca la supraîncălzire să explodeze), deci bombardierele germane folosite în Bătălia Angliei erau subdimensionate, fiind astfel victime sigure ale avioanelor de vânătoare britanice. Bombardierele germane nu au fost proiectate pentru rază lungă de acțiune pentru misiuni strategice, lipsindu-le apărarea suficientă. 
Messerschmitt Bf 109 care însoțeau bombardierele germane nu au fost proiectate pentru a transporta suficient combustibil pentru a apăra bombardierele atât la dus cât și al întors, iar Messerschmitt Bf 110 proiectate pentru rază lungă de acțiune erau mai greoaie și mai puțin manevrabile ca avioanele britanice cu rază scurtă de acțiune, dar au fost dezvoltate rezervoarele suplimentare care după golire se puteau arunca. 
Apărarea aeriană britanică a fost bine organizată  și dotată cu radare eficiente, care au supraviețuit bombardamentului. Ca urmare, bombardierele germane au fost doborâte în  număr mare, și a fost imposibil să provoace daune suficiente obiectivelor  militare și industriale pentru a îngenunchia Marea Britanie și să invadeze insulele britanice.
În prima perioadă a războiului pentru bombardarea Germaniei Naziste, britanicii au folosit Bristol Blenheim, cel mai folosit bombardier al RAF, apărat de o singură mitralieră montată în cupolă, care s-a dovedit a fi ineficientă împotriva formațiilor de avioane de vânătoare germane. Avionul american B-17 Flying Fortress a fost construit înainte de război și era singurul avion de rază lungă de acțiune potrivită în război, conceput inițial ca să patruleze de-a lungul coastelor SUA. S-a dezvoltat și modalitatea de bombardament în timpul nopții practicat mai mult de britanici cu marcarea luminoasă a țintelor.  

#### Tancuri și artilerie
Dintre armele de uscat, în cel de-al Doilea Război Mondial tancurile și armele antitanc au cunoscut cea mai mare dezvoltare. 
Tancuri în Orientul îndepărtat
În august 1939 înainte de izbucnirea războiului în Europa, Gheorghi Jukov folosea forțe combinate de tancuri și aviație la Nomonhan în Mongolia împotriva armatei japoneze din Manciuria.  În luptă au participat aproape 500 tancuri BT-5 și BT-7 de partea sovietică și 180 de tancuri japoneze. Aici Jukov a dezvoltat și încercat noi tehnici și tactici, folosite mai târziu pe Frontul de Est împotriva naziștilor. Aceste inovații includ construirea unor poduri sub apă (greu vizibile din avioane), îmbunătățirea coeziunii și eficacității unor unități neexperimentate prin adăugarea unor trupe experimentate care să le ridice moralul și instrucție generală. Practica a revelat unele neajunsuri ale tancurilor BT, experiență foarte valoroasă, care au condus la schimbarea motoarelor cu benzină ale acestor tancuri în motoare diesel, esențial în dezvoltarea ulterioară a tancului T-34.
Bătălia Franței

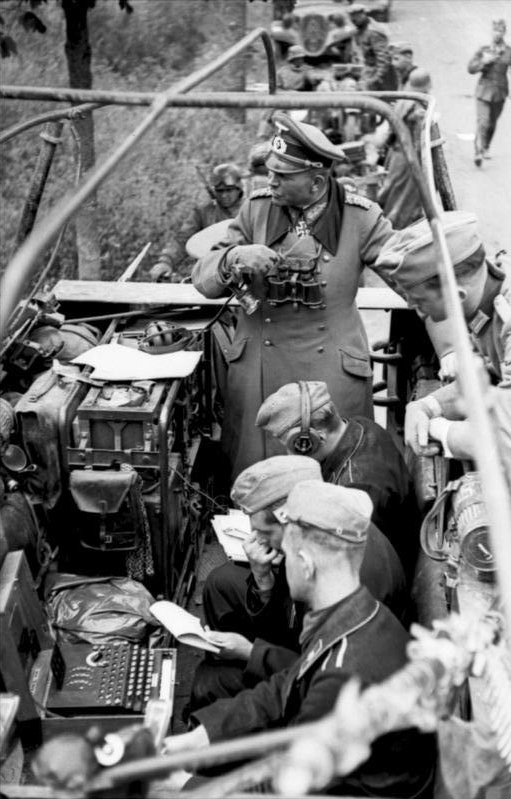
Heinz Guderian în timpul invaziei Franței cu o mașină de criptat Enigma

În 1939, la izbucnirea războiului în Europa, cel mai puternic tanc avea tunul principal de 37mm și blindaj de 40mm. În 1942 aceste date erau: tun de 75mm și blindaj de grosime dublă, cifre care în război au mai crescut.  
Tratatul de la Versailles a impus restricții severe Germaniei în privința construirii vehiculelor militare de-a lungul anilor 1920 și 1930. Producătorii germani de arme și Wehrmacht-ului au început dezvoltare în secret a tancurilor. 
Deoarece aceste vehicule au fost fabricate în secret, specificațiile tehnice ale acestora și potențialul lor pe câmpul de luptă au fost în mare parte necunoscute aliaților europeni până la începutul războiului. 
Atunci, când trupele germane au invadat națiunile Benelux și Franța în mai 1940, tehnologia militară germană, dar în special tactica și modul de folosire al acestor arme s-au dovedit a fi superioară celei a aliaților.
În 1918, tancul Renault FT-17 al Franței era cel mai avansat tanc din lume. Deși mai mică, era capabilă să depășească omologii săi lenți și greoi britanici, germani sau americani. 
Generalii francezi și britanici credeau că într-un viitor război cu Germania ar fi luptat în condiții foarte similare cu cele din 1914-1918. Francezii au investit în tancuri cu blindaj gros, vehicule înarmate destinate să traverseze câmpuri de luptă devastate de bombe, șanțuri și să sprijine infanteria în lupta împotriva cuiburilor de mitraliere și fortificații sub foc inamic.
Wehrmacht-ul a investit în tancuri rapide, ușoare. În comparație, tancurile germane nu erau mai bune, decât cele franceze, dar erau grupate în mari unități, destinate să străpungă liniile inamice și nu sprijinului infanteriei ca în cazul tacticii franceze. Diviziile de blindate germane în anii 1939-1941 aveau în compunere Panzer II și Panzer III care până în aprilie 1940 erau echipate cu tunuri de 37mm care după aceea au fost înlocuite cu tunuri de 50mm. Panzer IV a fost conceput ca tanc de sprijin al infanteriei și a fost echipat cu un tun scurt de 75mm cu viteză lentă, dar în 1942 lungimea țevii s-a dublat, implicit dublându-se și viteza loviturii la gura țevii și precizia.
Mai târziu singurul tanc britanic folosit până la sfârșitul războiului a fost Matilda cu tun de 40 mm și blindaj de 78 mm. 
Tancuri în deșert
Afrika Korps era dotat la început cu 45 Panzer II, 71 Panzer III, 20 Panzer IV și 10 tancuri de comandă cu care Erwin Rommel a atacat trupele britanice. Rommel folosea cu succes ambuscade folosind împotriva tancurilor britanice care urmăreau tancurile-momeală tunuri antiaeriene Flak 88 mm de mare viteză. Folosirea cu succes al acestui tun împotriva vehiculelor blindate a dus la adaptarea sa pe tancuri, ca de exemplu Panzer VI (Tiger I).  
Primele tancuri cu care SUA a intrat în război erau M3 Stuart (tun: 37mm, blindaj 37mm) și M3 Lee (tun: 75mm, blindaj 51mm), mai târziu M4 Sherman. 
Operațiunea Barbarossa- Cele mai mari lupte de tancuri
Sovieticii în primul an al războiului foloseau BT-7 (tun: 45mm, blindaj 6-22mm), dar apoi tancurile sovietice s-au dovedit a fi cele mai bune pe tot parcursul războiului. Prima oară a debutat KV (tun: 76mm, blindaj 90mm) în Războiul de iarnă, blindajul său surclasa oricare tanc german din 1941. 
Cel mai bun tanc s-a dovedit a fi tancul sovietic T-34, care se consideră că a câștigat războiul. Când a apărut, depășea prin performanțe tancurile germane (tancul Panzer V (Panther) fiind o copie a sa). Mai târziu, deși a fost depășit de  Panzer VI (Tiger I) în privința armamentului și al blindajului, dar numărul mare al tancurilor T-34 nu a putut fi niciodată egalată de calitatea superioară a tancurilor germane de mai târziu, Panzer V (Panther) și Panzer VI (Tiger I).
Artilerie autopropulsată
Doctrina Blitzkrieg impunea suport din partea artileriei, dar și viteză de deplasare a pieselor de artilerie. Astfel tractarea pieselor de artilerie cu cai sau alte mijloace a fost depășită și a apărut artileria autopropulsată.  
Germanii au fost prolifici în proiectare și foloseau o mare varietate de artilerie autopropulsată, ca de exemplu Wespe, Hummel, Grille, Panzerwerfer, Wurfrahmen 40, Thor, montate uneori pe șasiul unor tancuri ca de exemplu Jagdpanzer IV, Jagdpanther și Elefant.
Tunuri de asalt

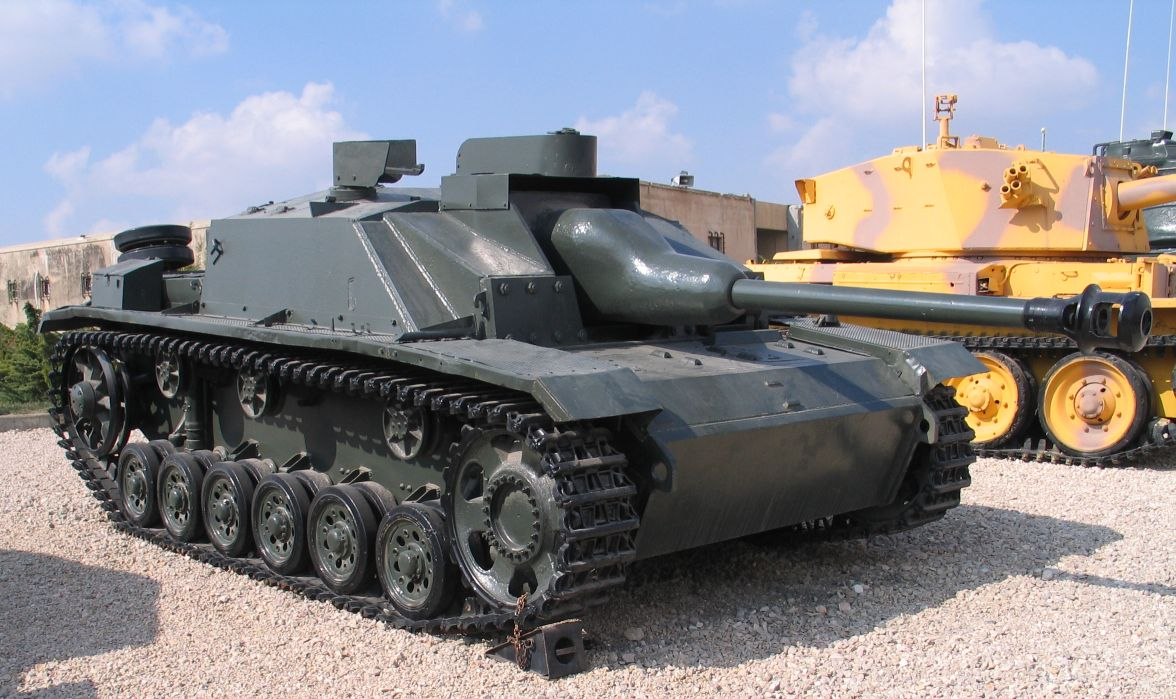
StuG III

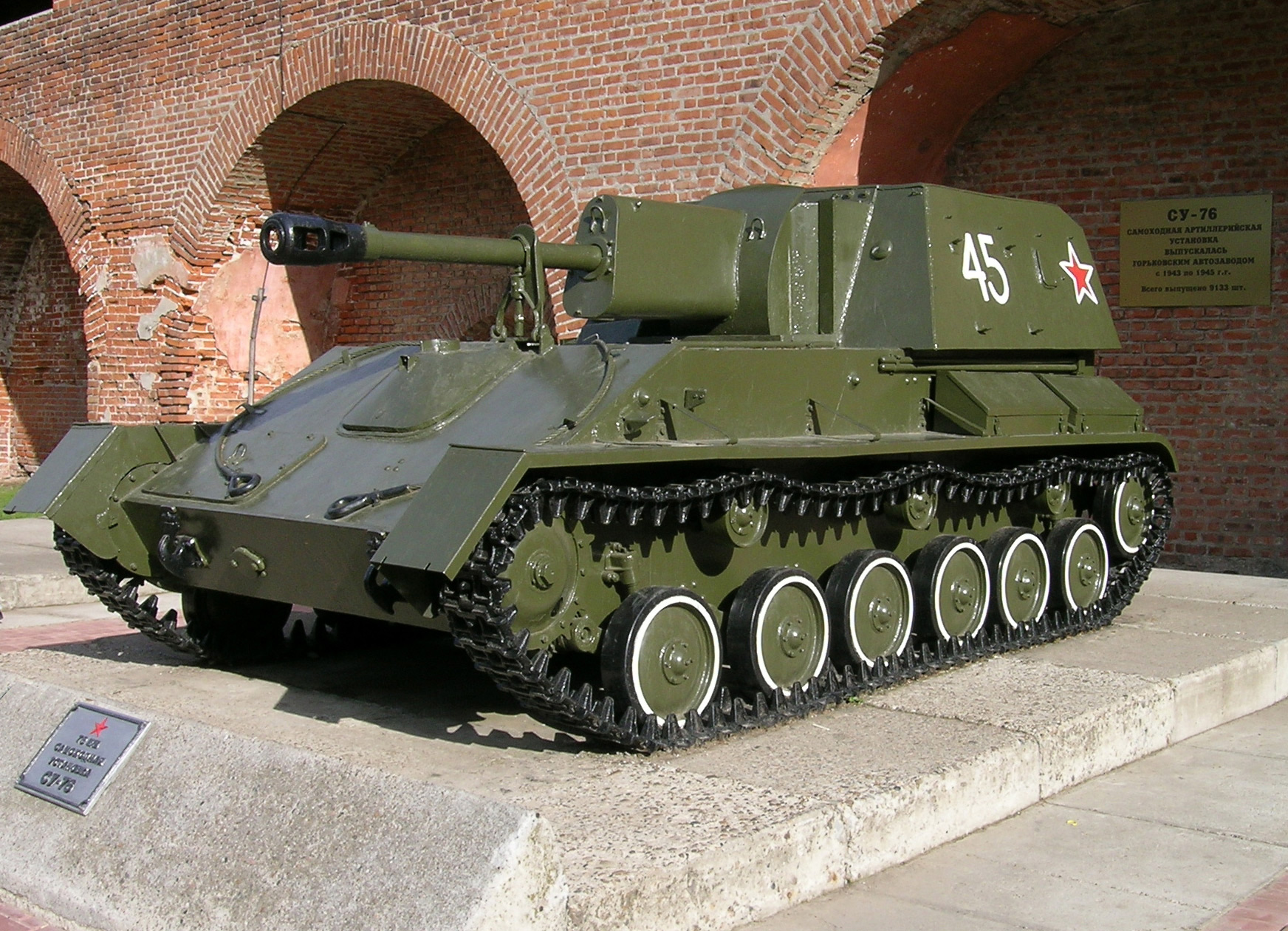
SU-76 sovietic

În timpul celui de-al Doilea Război Mondial Germania nazistă a dezvoltat mai multe tunuri de asalt pentru sprijinirea infanteriei prin foc direct asupra trupelor și fortificațiilor inamice echipate cu un tun normal și un obuzier. Aici se pot aminti StuG III, StuG IV, Sturmpanzer IV (Sd.Kfz. 166), Sturmtiger.
Armata Roșie a folosit tunuri de asalt SU-76 montat pe șasiul modificat al tancului ușor T-70, SU-76i, SU-122, SU-152, ISU-122 și ISU-152.
Marea Britanie și Statele Unite ale Americii foloseau tancuri dotate cu obuziere în loc de tunul normal ca de exemplu varianta M4(105) a tancului Sherman înarmată cu un obuzier de 105 mm.

#### Armament de infanterie
Mitraliere și pistoale mitralieră

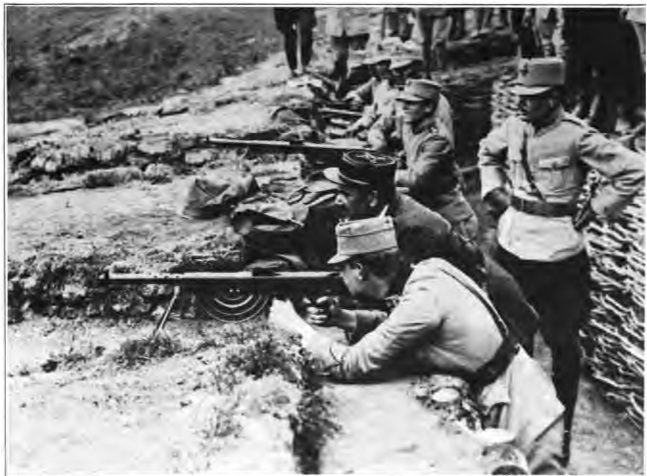
Prințul Carol al II-lea al României trăgând cu mitraliera Chauchat

În producția armelor de calibru mic au apărut noi metode de producție, ca de exemplu:  ștanțarea, nituirea, sudura care prin randamentul mare și costurile reduse de producție permiteau producție de masă  și fabricarea armelor în numărul necesar. În timpul Primului Război Mondial când s-a încercat aplicația acestor noi tehnologii în producție, tehnologiile nefiind încă mature, rezultatele au fost dezastruoase, fiind produse probabil cele mai proaste arme de foc, de exemplu mitraliera ușoară de producție franceză Chauchat folosit în nouă țări. Deși aducea o serie de idei noi care s-au aplicat mai târziu la mitraliere ușoare,  șanțurile noroioase din nordul Franței au relevat o serie de greșeli de proiectare, încărcătorul producând aprox. 75% ale defectelor armei.
Metodele de proiectare și producție s-au dezvoltat suficient de mult pentru a fi posibilă  fabricarea unor arme de fiabilitate rezonabilă, cum ar fi PPȘ-41, PPS-42, Sten, MP 40, M3 Grease Gun, Gewehr 43, pistolul mitralieră Thompson și pușca M1 Garand. Printre alte arme uzuale în timpul celui de-al Doilea Război Mondial se numără: pușca automată americană Browning,  Carabina M1, precum și Colt M1911, pistolul-mitralieră japonez  Tip 99, Tip 100 și pușca Arisaka.
În acest război au fost realizate puști semiautomate fiabile, cum ar fi M1 Garand de producție americană dar, și mai important a fost faptul că au apărut pistoalele mitralieră: Maschinenpistole 43 și 44 redenumite de Hitler Sturmgewehr (pușcă de asalt) 43 și 44. 

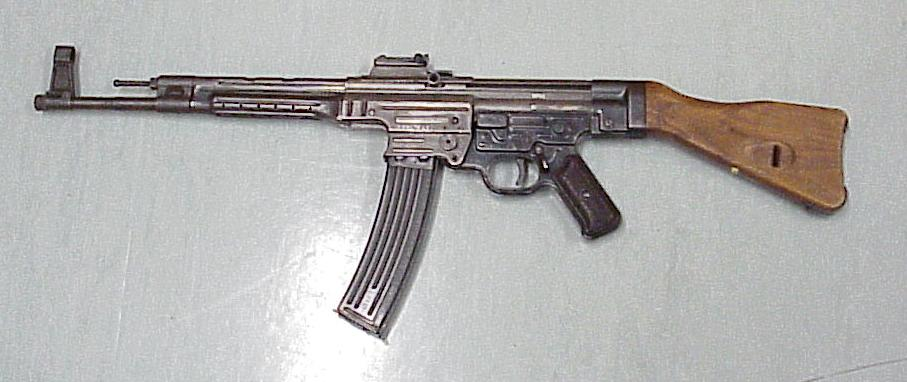
Sturmgewehr 44

Ideea dezvoltării acestor arme de calibru mai mic dar cu mare putere de foc era ca trăgătorul să le poată folosi fără ajutor și în mers, astfel încât să poată avansa spre poziția inamicului acoperind inamicul cu o ploaie de plumb. Germanii au dezvoltat mai întâi FG 42 pentru parașutiști din care  mai târziu a apărut Sturmgewehr 44 (StG 44), cu un cartuș intermediar, FG 42 care folosea muniție de pușcă dovedindu-se greu de controlat.
Evoluția din domeniul tehnologiei mitralierelor a culminat în mitraliera germană Maschinengewehr 42 (MG 42) intrată în producție în 1942, care beneficia de o proiectare de neegalat la vremea respectivă. S-a dovedit o armă fiabilă, ușor de utilizat, dar se distingea prin puterea sa de foc neegalată de până la 1500 cartușe pe minut.
Această armă a stimulat dezvoltarea mitralierelor după război pe ambele părți ale Războiului Rece și este încă folosită de unele armate și în zilele noastre, inclusiv în armata germană Bundeswehr sub denumirea de MG 3. Proiectul G3 al constructorului de armament Heckler & Koch se bazează de asemenea pe MG42 și multe alte modele Heckler & Koch, folosesc sistemul său de operare. 
Aruncătoare de flăcări

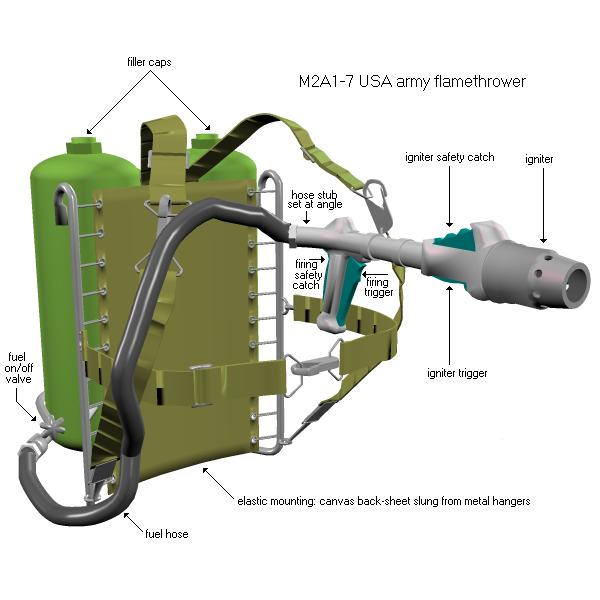
Aruncător de flăcări american portabil tip M2A1-7

Toate armatele mai mari foloseau aruncătoare de flăcări portabile pentru sarcini speciale, de exemplu în cazul luptei împotriva cazematelor. Toate erau foarte grele (aprox. 40 kg) și aveau rază limitată de acțiune (40-50m). Americanii l-au folosit la scară mare în luptele cu japonezii în insulele din Oceanul Pacific împotriva cazematelor,  grotelor și galeriilor escavate. 
Bazooka
Ca armă antitanc portabil americanii foloseau bazooka (descoperit în 1942), iar germanii panzerschreck și panzerfaust (de unică folosință, construit din 1943) cu grenadă reactivă antitanc.   
Mortiere
Mortierele folosite erau împărțite în două mari calibre: de 50mm (de ex. mortierul japonez Tip 89) și 80 mm (de ex. mortierul american M1).

#### Bombe, rachete, bomba atomică
Rachete

Schema rachetei V-2

Echipa inginerului Wernher von Braun la Peenemünde a dezvoltat rachetele V-1 și V-2 cu care Germania bombarda Marea Britanie. Mai târziu von Braun împreună cu echipa sa de ingineri s-au predat americanilor care i-au cooptat la programul militar american ICBM (Intercontinental ballistic missiles „rachete balistice intercontinentale"), apoi la NASA, unde von Braun a ajuns director al Centrului Marshall pentru Zboruri Spațiale (Marshall Space Flight Center) și ca șef al proiectului rachetei Saturn V, super-racheta anilor 1960 care a permis Statelor Unite să lanseze în spațiu nave din ce în ce mai performante din seria programului spațial Apollo ca în final SUA să aselenizeze cu această rachetă.
Aruncătoare de rachetă

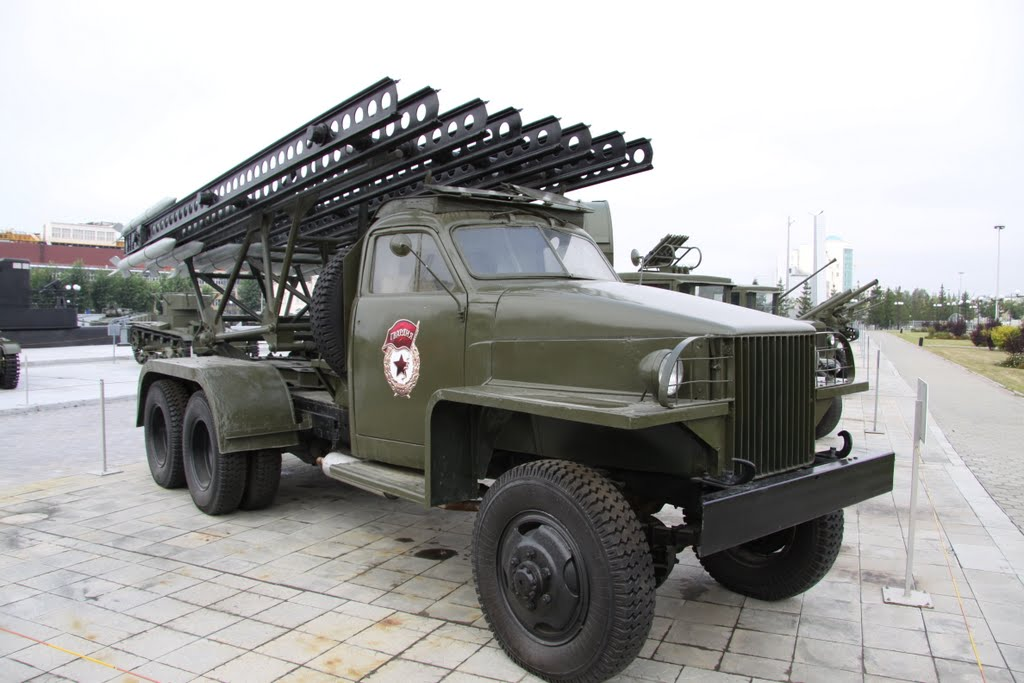
lansator de rachete Katiușa (BM-13N) montat pe un camion Studebaker american primit în cadrul ajutorului militar Lend-Lease

Sovieticii au dezvoltat aruncătoarele de proiectile reactive Katiușa folosite cu mare succes împotriva germanilor. Aceste sisteme erau mai vulnerabile, mai imprecise, decât piesele de artilerie, însă erau mai ieftine și mai ușor de fabricat. Pe plan mondial au fost primele piese de artilerie autopropulsată fabricate în masă de către Uniunea Sovietică, fiind de obicei montate pe camioane. Lansatoarele multiple de rachete puteau satura rapid o țintă cu o cantitate mare de explozivi, dar aveau precizie mai redusă și necesitau  timp mai mare de reîncărcare decât piesele de artilerie. 
Armă similară era Panzerwerfer german, T34 Calliope american sau Sherman Tulip britanic, ultimii fiind montate pe tancuri M4 Sherman.
Bomba atomică

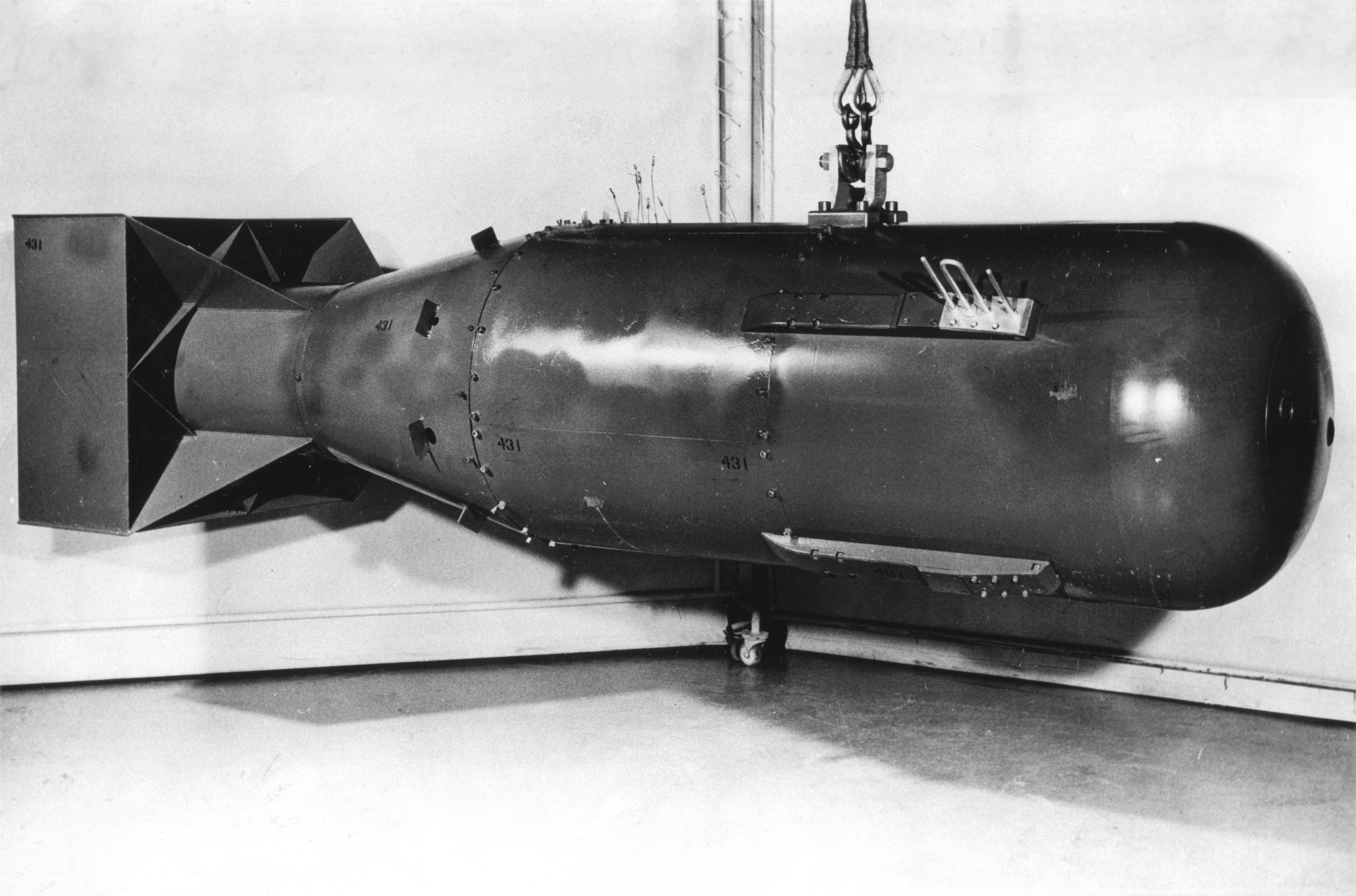
Little boy, prima bombă atomică, aruncată asupra Hiroshimei

Antisemitismul german a declanșat o masivă emigrare a oamenilor de știință evrei din Europa ocupată de germani în SUA. Aceștia au format miezul cercetătorilor care în cadrul  Proiectului Manhattan au dezvoltat cu succes bomba atomică. Bomba a fost destinată bombardării Germaniei, dar Germania Nazistă a capitulat înainte ca bomba să fie finalizată. Bomba atomică a fost în cele din urmă folosită împotriva japonezilor și a obligat Japonia Imperială să capituleze, salvând astfel multe vieți americane, care ar fi pierit în timpul debarcării aliaților în Japonia unde se preconiza că fanatismul japonezilor va fi extrem. După război, existența bombei atomice în Războiul Rece ce a urmat a declanșat cursa înarmării.

#### Nave
S-au făcut progrese aproape în toate aspectele războiului maritim, dar progresele cele mai mari s-au înregistrat în domeniul portavioanelor și submarinelor. 
Războiul naval s-a schimbat în mod dramatic în timpul celui de-al Doilea Război Mondial, cu ascensiunea portavioanelor în defavoarea cuirasatelor, care s-au dovedit vulnerabile la atacurile avioanelor. Au fost scufundate cu bombe cuirasate celebre construite pentru sume exorbitante, cum ar fi de exemplu cuirasatul britanic Hood, cuirasatul german Bismarck sau cuirasatul japonez Yamato.   
Astfel, după luptele navale de la Pearl Harbor, Marea Chinei și din Marea Coralilor în lume s-a impus portavionul ca navă principală.
Submarine

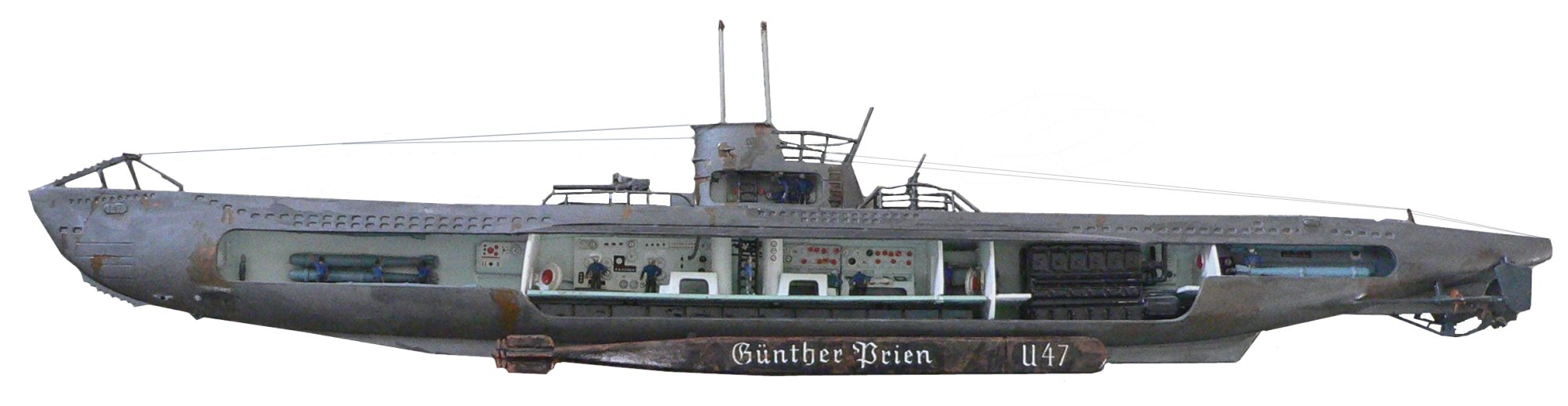
Machetă a submarinului Tip VII al lui Günther Prien. Din acest tip în război au fost active 700 de bucăți.

Submarinele au avut de asemenea impact major pe parcursul războiului. Dat fiind puterea flotei britanice, pierderea cuirasatului Bismarck au determinat germanii să întreprindă eforturi în dezvoltarea flotei lor de submarine în defavoarea cuirasatelor. Noile tipuri de submarine germane au intrat în serviciu prea târziu și după ce aproape toate echipajele cu experiență au pierit.
Submarinele germane (U-boot) au fost utilizate în principal pentru oprirea / distrugerea ajutorului american și canadian peste Atlantic. În prima perioadă a războiului submarinele germane au repurtat mari succese, dar după ce Aliații au dezvoltat tactici eficiente împotriva lor, pierderile submarinelor erau tot mai mari cu scăderea drastică a numărului de nave aliate scufundate.

Submarinele americane acționau eficient împotriva proviziilor japoneze de petrol și alimente, care erau îndreptate spre arhipelagul japonez, astfel că cea mai mare parte din flota comercială a Imperiului Japonez a fost scufundată.
Lipsa combustibililor în cantități suficiente i-a împiedicat pe japonezi să asigure piloților pregătire corespunzătoare și chiar a forțat marina militară să rămână în apropierea bazelor cu surse de combustibil. 
Printre navele de război care a fost scufundată de submarine a fost cel mai mare portavion din război, portavionul japonez Shinano.

#### Proiecte și echipamente speciale

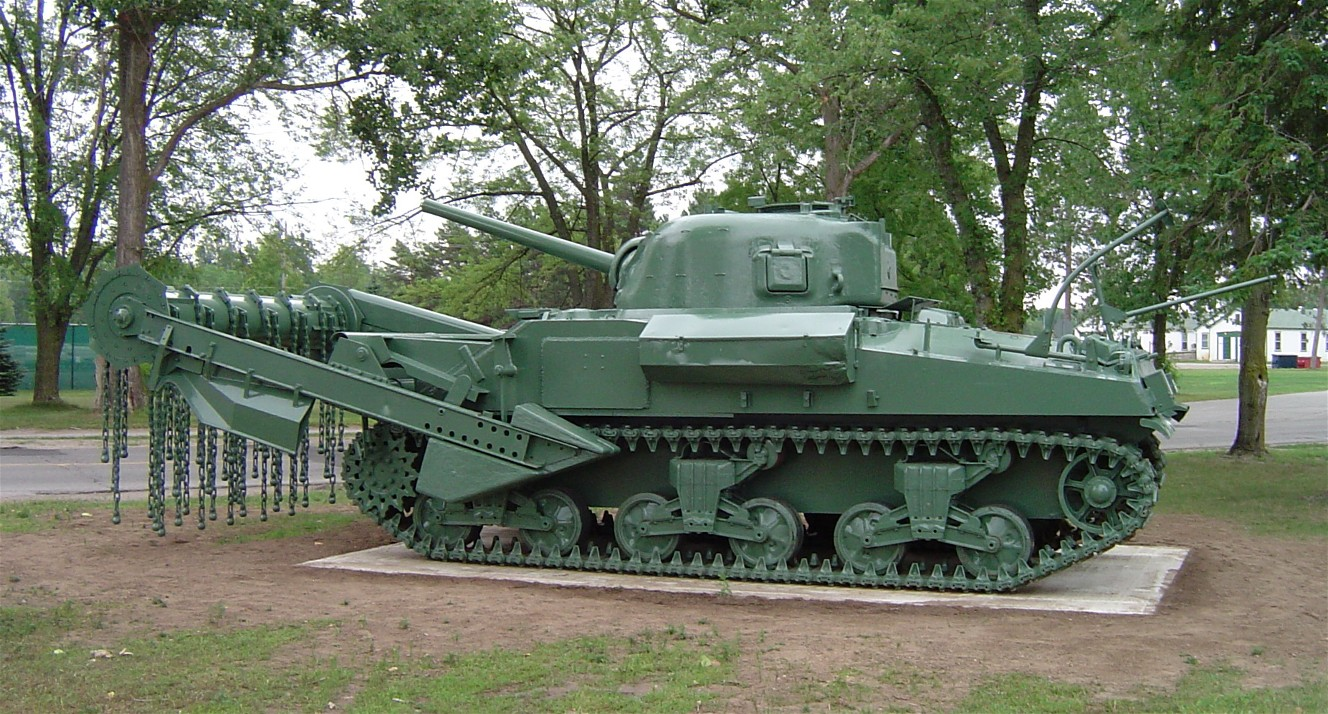
Crab Sherman cu lanțuri biciuitoare pentru detonarea minelor în fața tancului

Generalul Percy Hobart a proiectat și construit o serie de echipamente speciale menite să depășească o serie de probleme ivite în cadrul  debarcării din Normandia, de care echipamentele nu erau capabile. Astfel au fost dezvoltate:
- Tancul cu lanțuri biciuitoare Scorpion pentru deminarea unor drumuri de acces prin terenurile minate de germani.
- Tanc-pod - un tanc care transporta un mic pod de asalt care putea fi lansat în 30 de secunde peste deschideri de 10 m, cu ajutorul căruia se putea traversa în timp record un curs de apă nu mai lat de 10 m.
- Fascina - transportoarele de fascine (nuiele) care aruncau nuiele în șanțuri
- Tanc amfibiu
- Tanc cu covor-bobină
- Crocodil - un tanc cu aruncător de flăcări în locul mitralierei folosit în special împotriva cazematelor
- AVRE - un tanc la care tunul tancului era înlocuit cu un mortier Petard, folosit în special împotriva cazematelor.
- Plug "coarne de taur"– un tanc dotat cu un plug pentru deminare, montat în fața tancului
- Arca – Era un transportor blindat dotat cu rampe telescopice la fiecare capăt folosită de alte vehicule pentru traversarea unor obstacole înalte.
- Crab – un tanc echipat cu un cilindru rotitor dotat cu lanțuri cu greutăți la capete, care detonau minele din fața tancului
- Tanc DD – tanc amfibiu cu acțiune dublă capabil să plutească câțiva kilometri din punctul de lansare la apă până atingea plaja.
- BARV – Era un tanc fără turelă, impermeabilizat și era capabil să opereze în apă adâncă de 2,7 metri.
- Buldozer blindat
- Canal Defence Light  - un tanc dotat cu un proiector puternic cu arc de cărbune, montat în turelă.

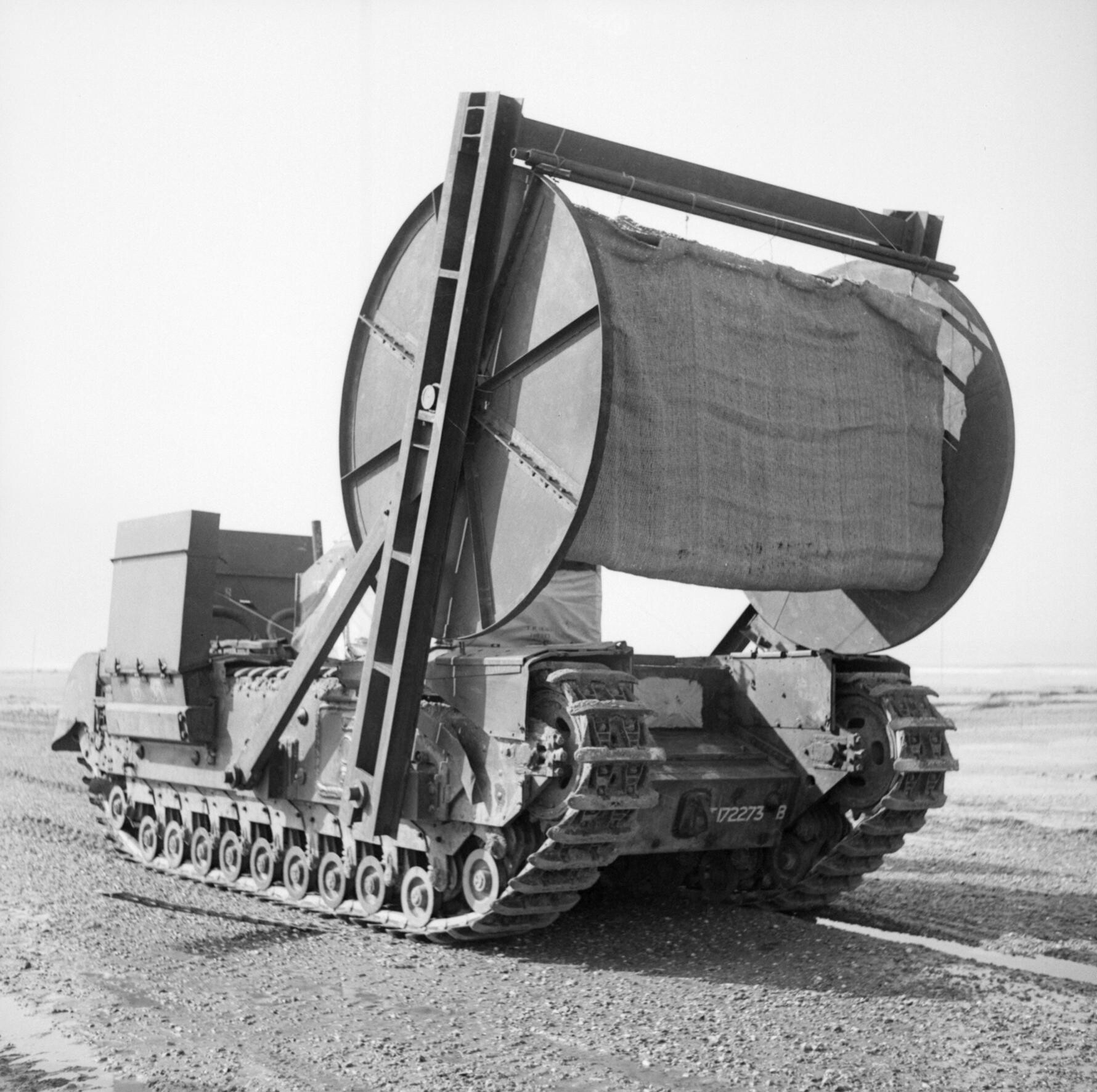
Tanc Churchill AVRE cu covor-bobină
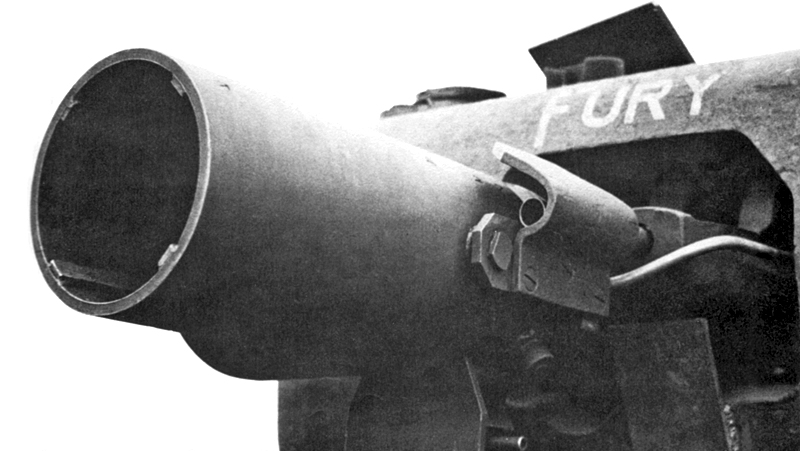
AVRE un mortier Petard
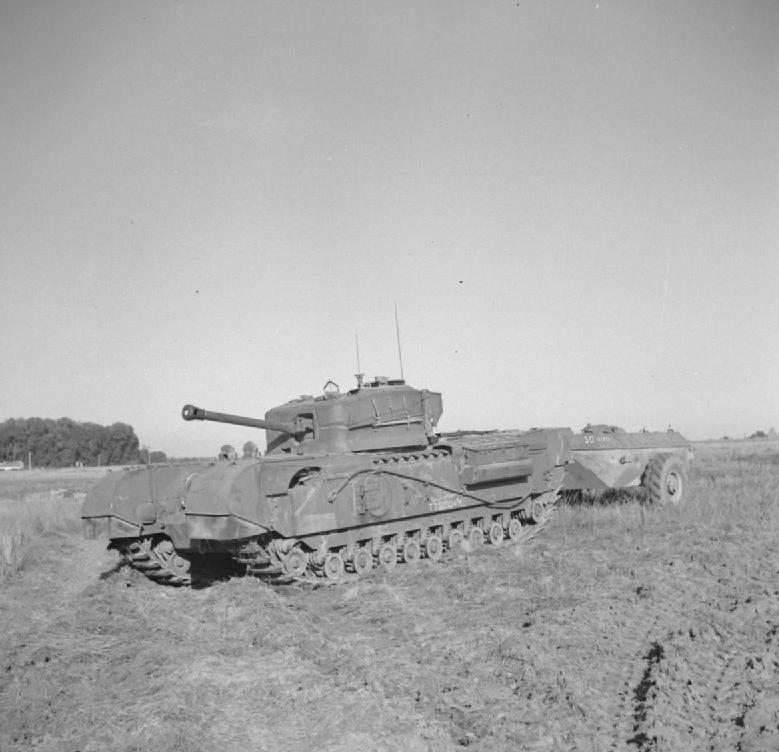
Churchill Crocodil
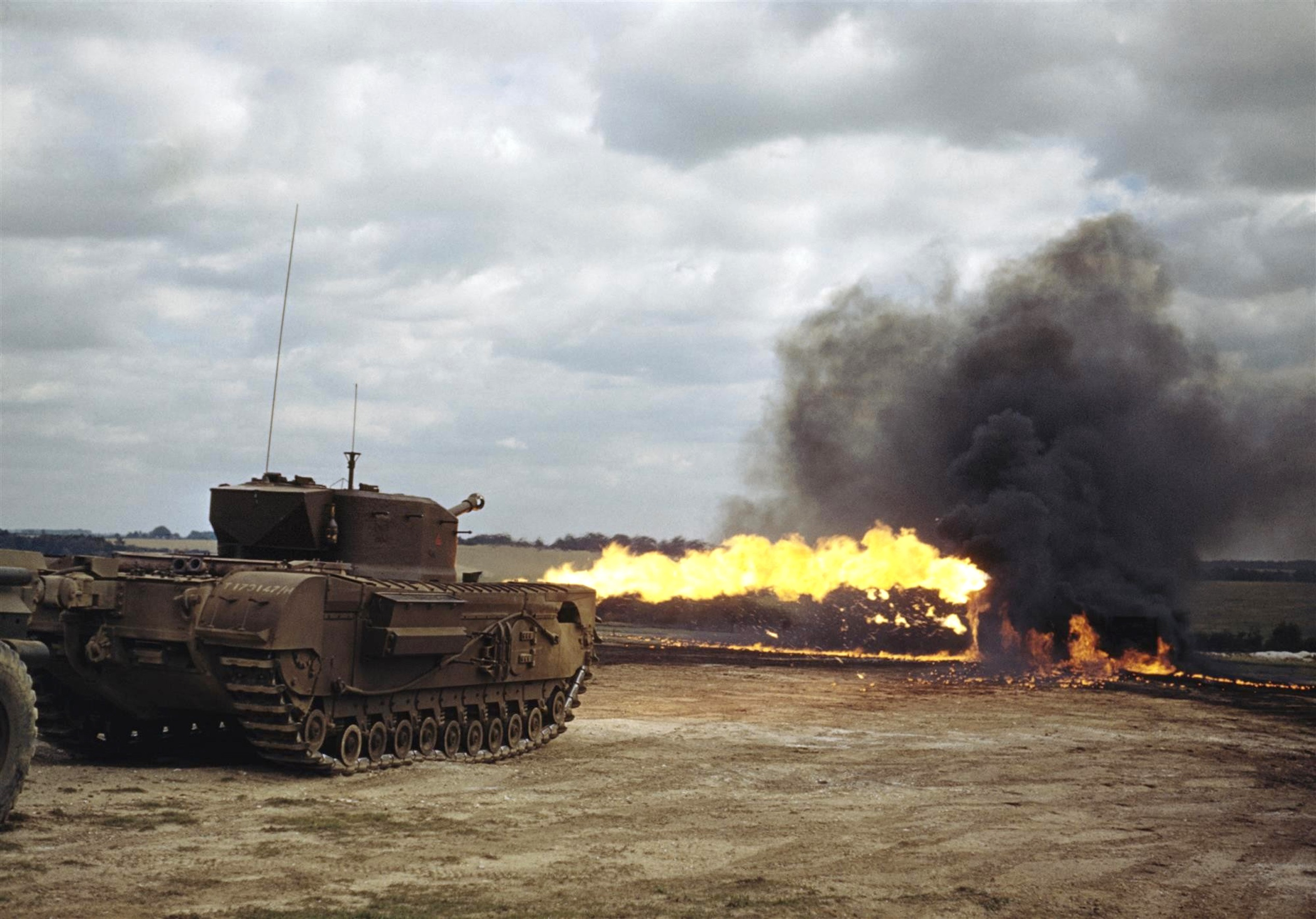
Churchill Crocodile în acțiune
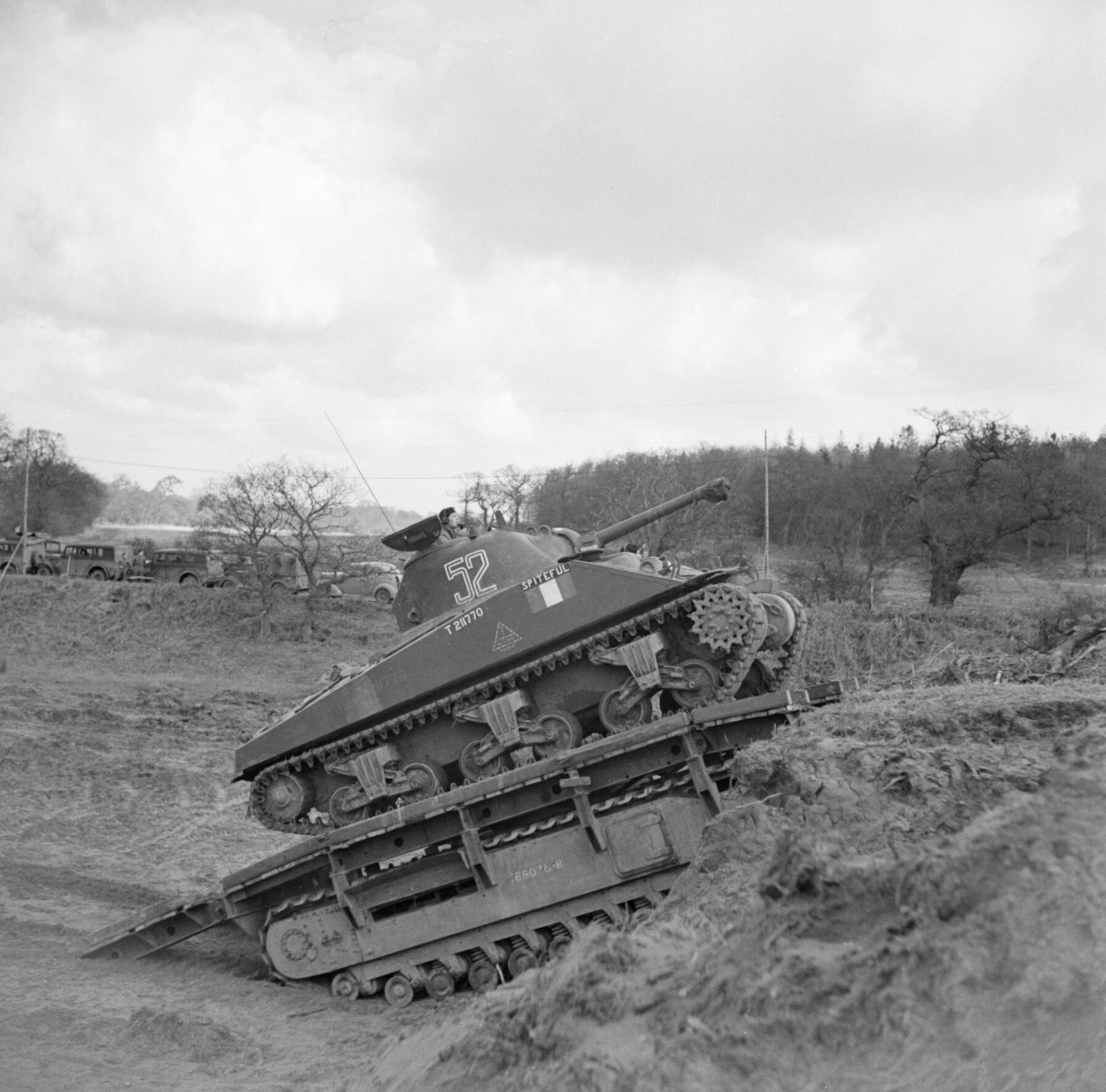
Tanc Sherman folosește o Arca Churchill pentru a urca o pantă
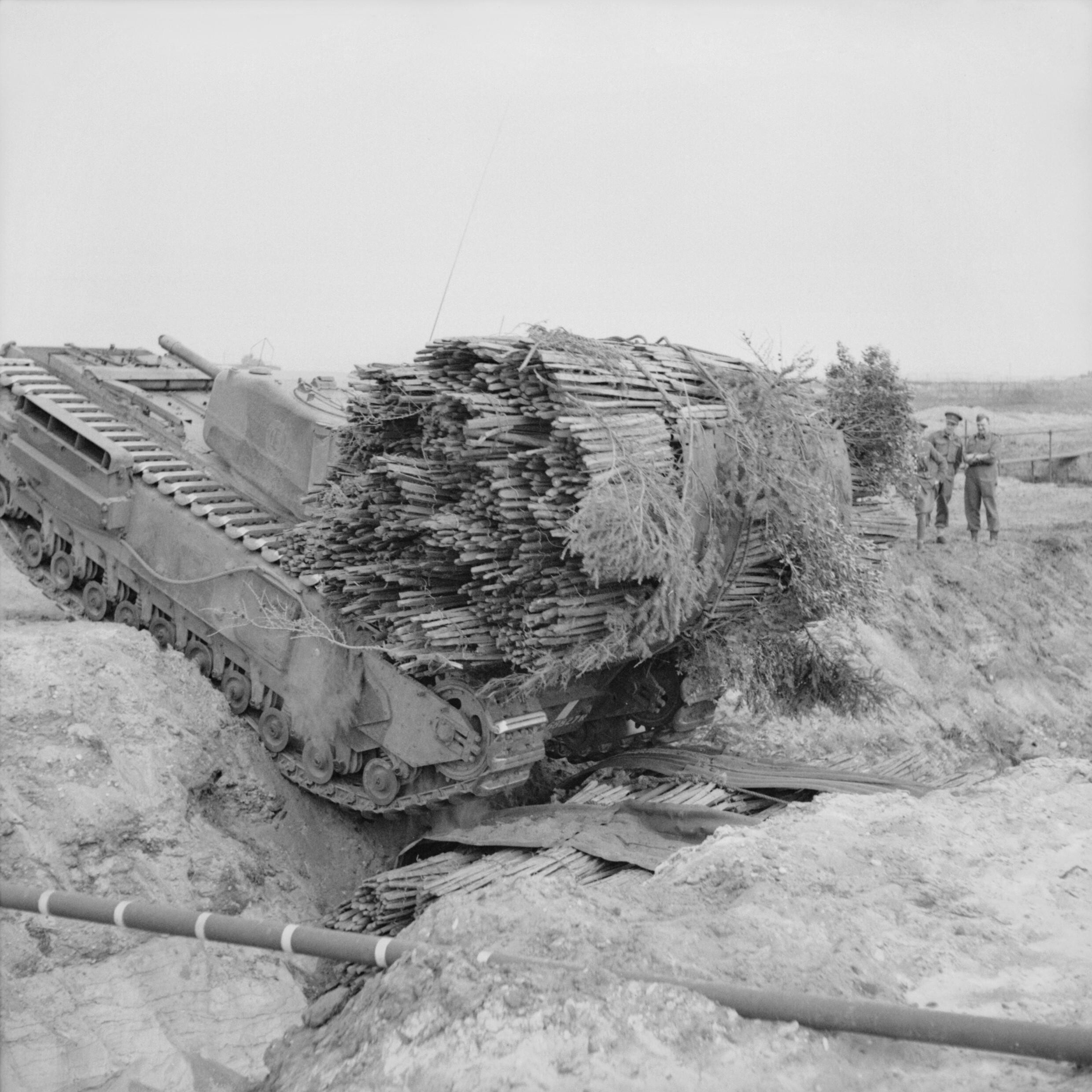
Un Churchill AVRE cu nuiele (1943)
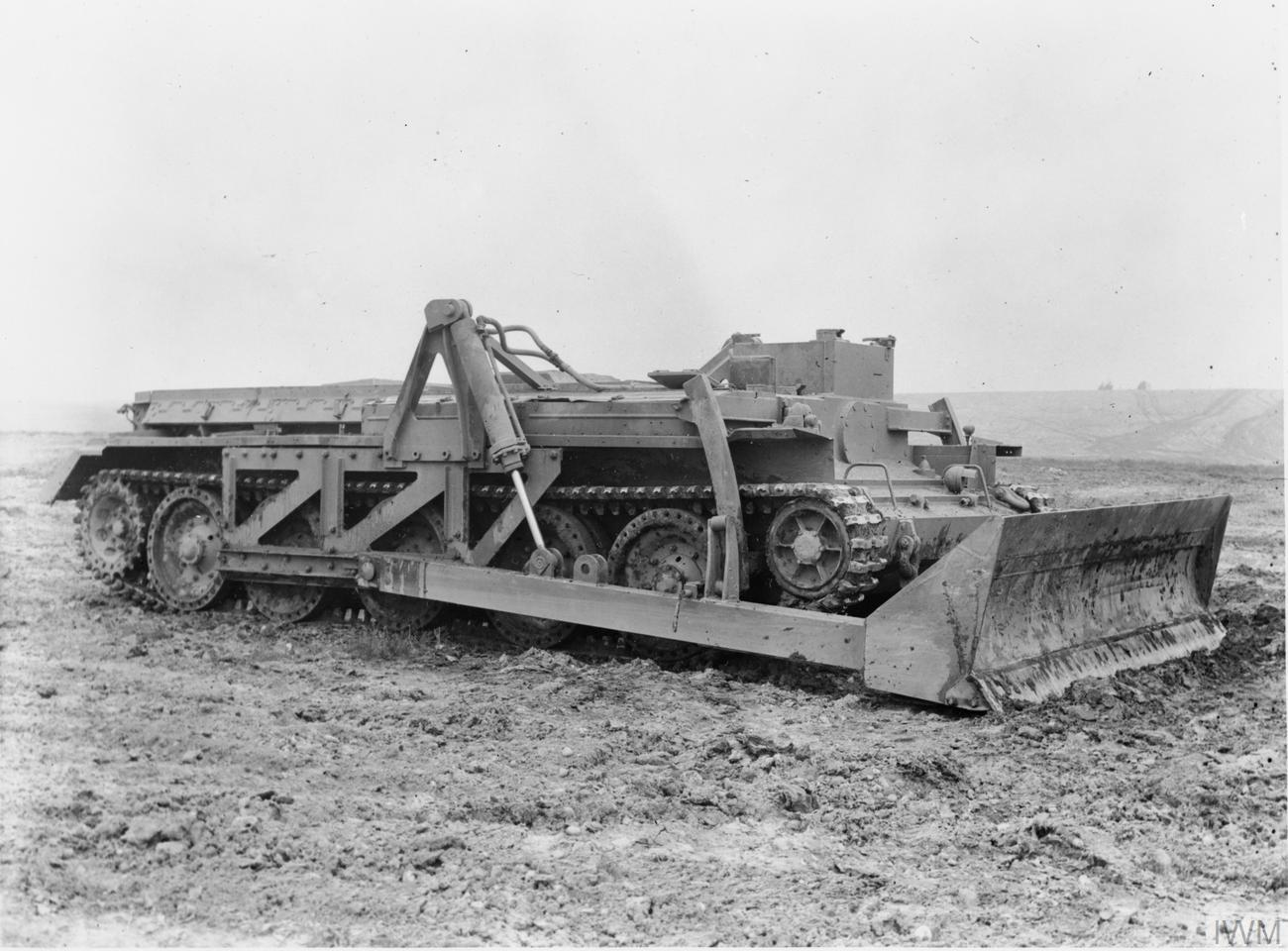
Buldozer Centaur
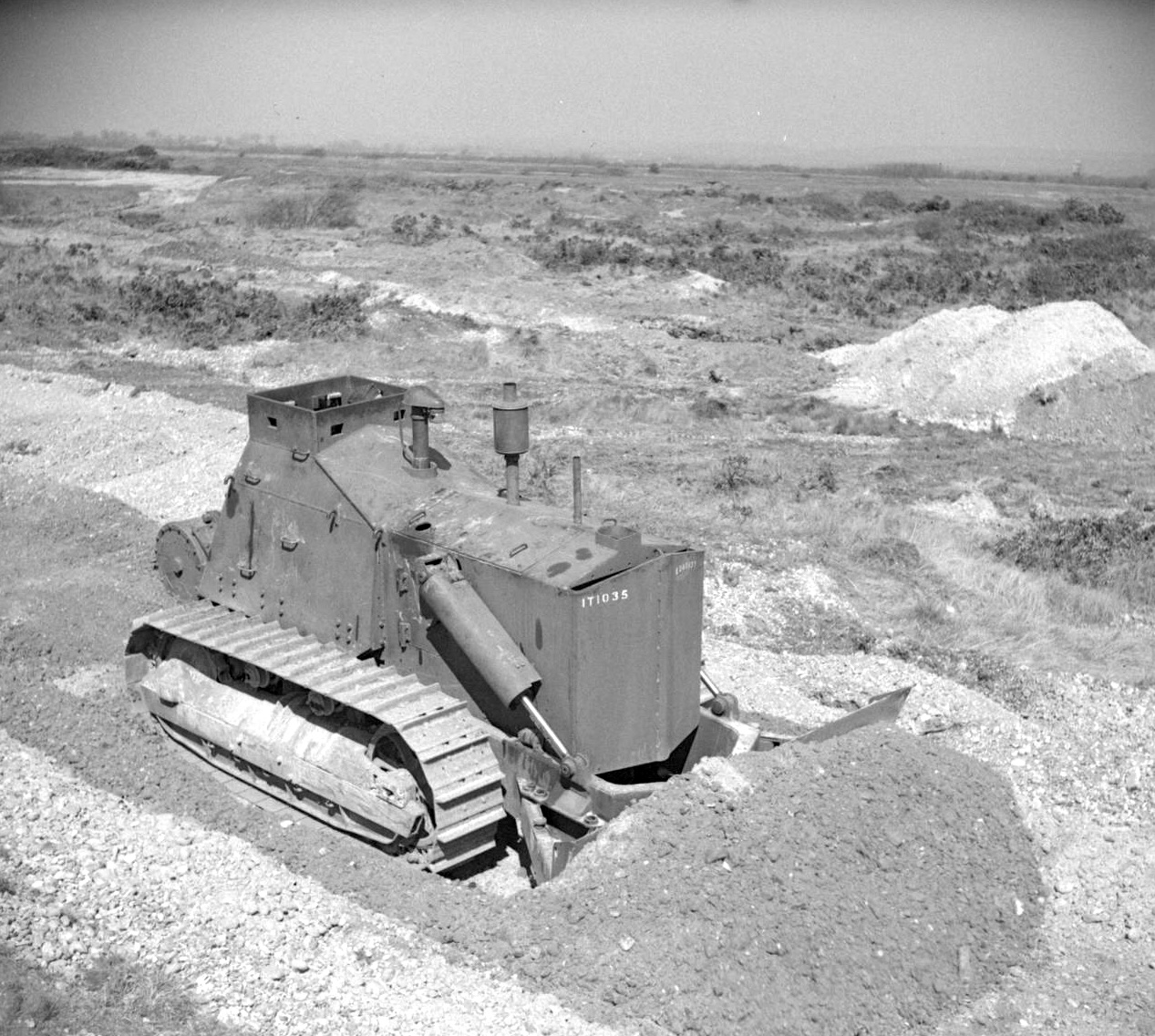
Buldozer blindat D7
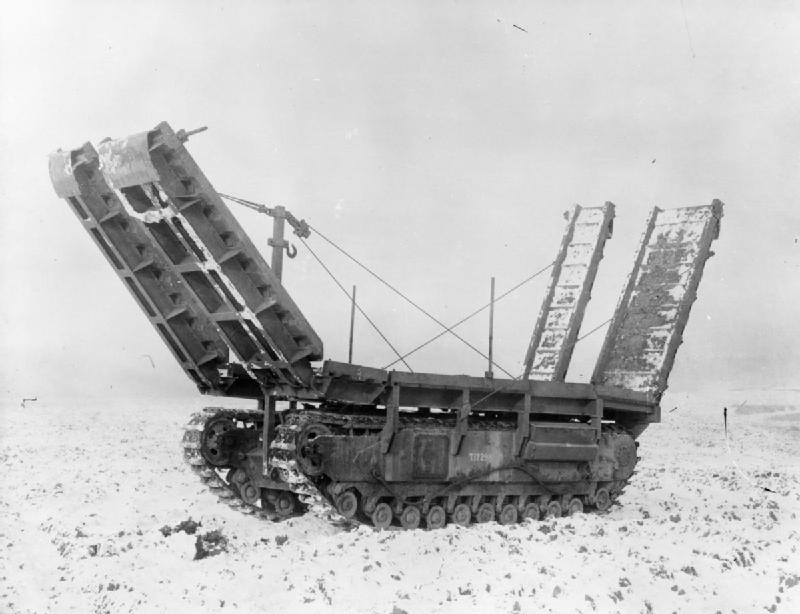
Churchill Ark Mk II.
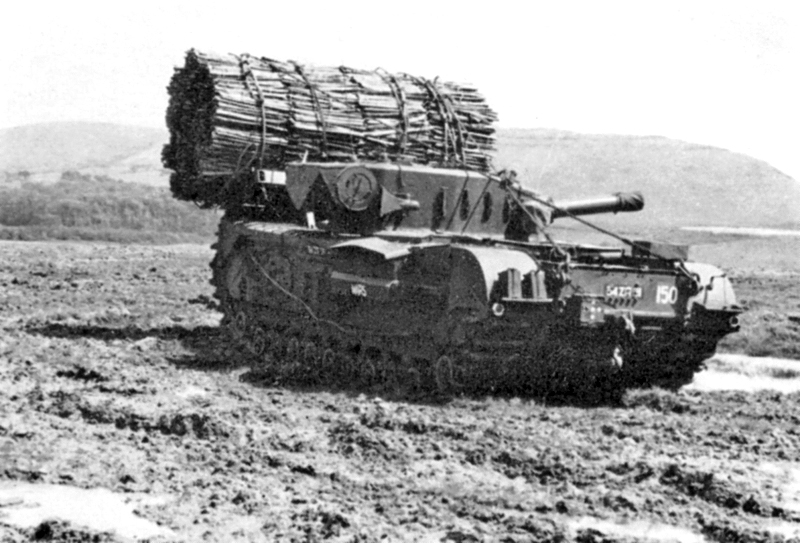
Churchill AVRE with fascine on tilt-forward cradle.

Kamikaze

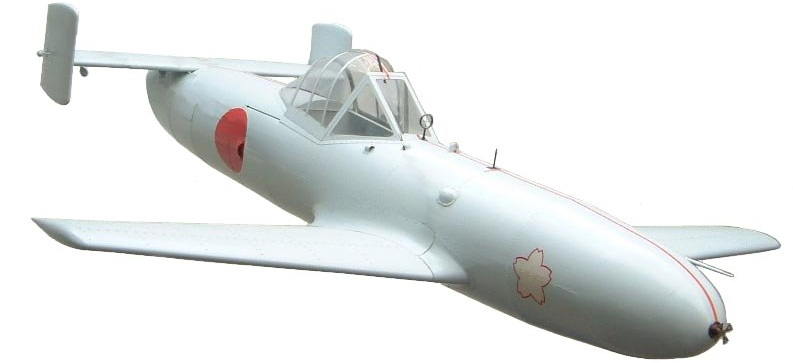
Avion-rachetă Yokosuka MXY7 Ohka special construită pentru atacuri kamikaze

În Bătălia din Marea Filipinelor (1944) japonezii au realizat că flota lor de avioane este depășită moral, iar datorită pierderilor piloților experimentați nu pot egala piloții americani mai bine antrenați cu avioanele direcționate de radare. Din 14 octombrie 1944 japonezii au apelat la atacuri kamikaze, avioane conduse de piloți neexperimentați, încărcate până la refuz de explozivi, cu un minim de combustibil, care atacau de regulă portavioane sau nave de mare tonaj. Mai târziu japonezii au început să construiască avioane-rachetă tipul Yokosuka MXY7 Ohka destinate special acestui scop.  
Kaiten

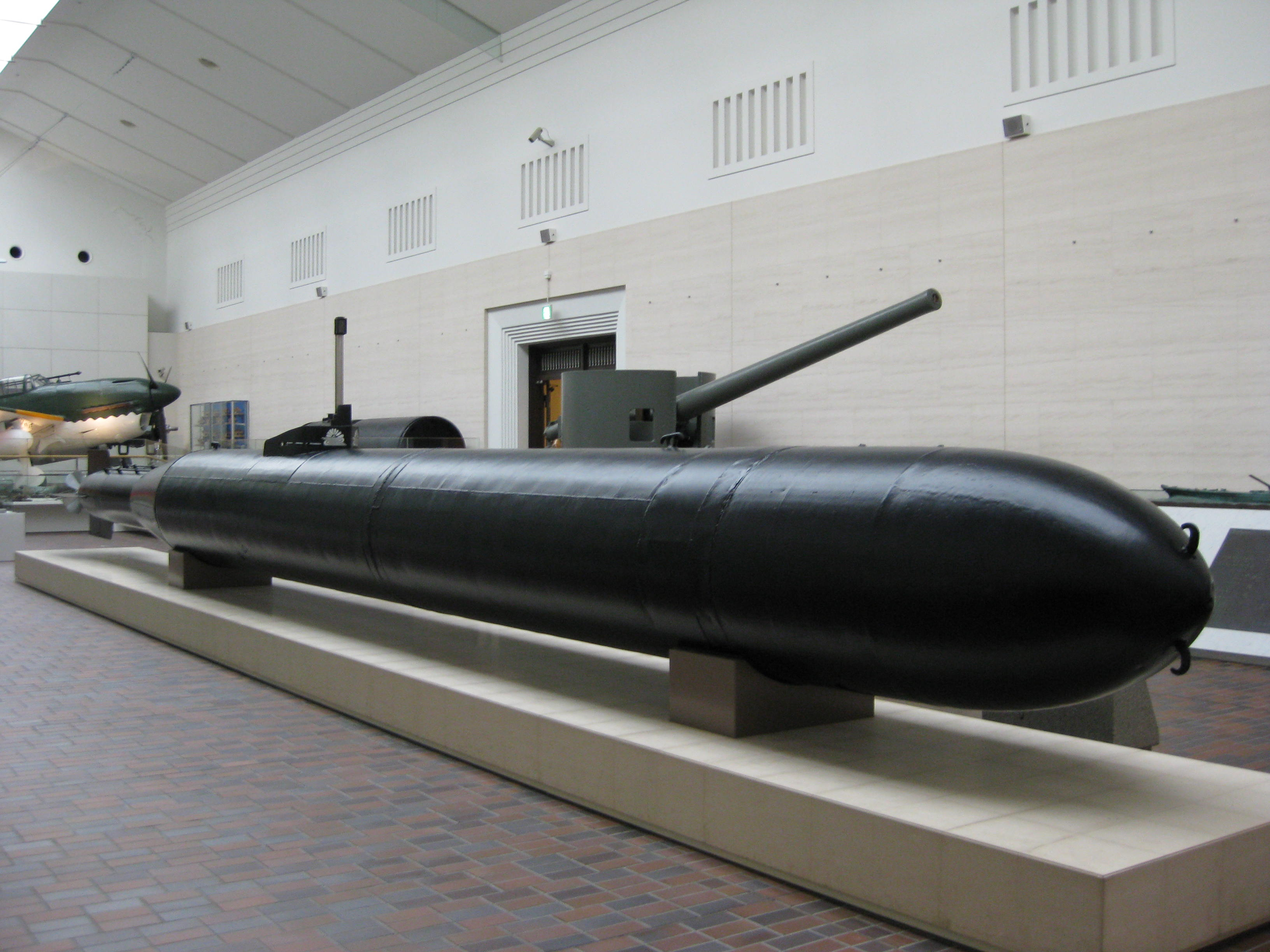
Kaiten Tip 1

Kaiten erau torpile conduse de piloți în scop sinucigaș. Aceste torpile special construite făceau parte din tacticile kamikaze, fiind construite pe baza torpilei tip 93. Kaiten-ul era proiectat să fie lansat de pe un submarin sau navă de suprafață, eventual de apărarea de coastă. Submarinele echipate special puteau să transporte între două și șase Kaiten. După lansare Kaiten se îndrepta în direcția programată în giroscop. În ultima fază a atacului pilotul folosind periscopul făcea ultimele ajustări necesare, după care intra la o adâncime potrivită, arma focosul și lovea cu Kaiten nava inamică.   
Tot în cadrul tacticii kamikaze japonezii mai foloseau scafandri sinucigași Fukuryu, bărci cu motor sinucigași Shinyo, toate făcând parte din unitatea specială  de atac japonez.

## Logistică militară
Vehicule terestre

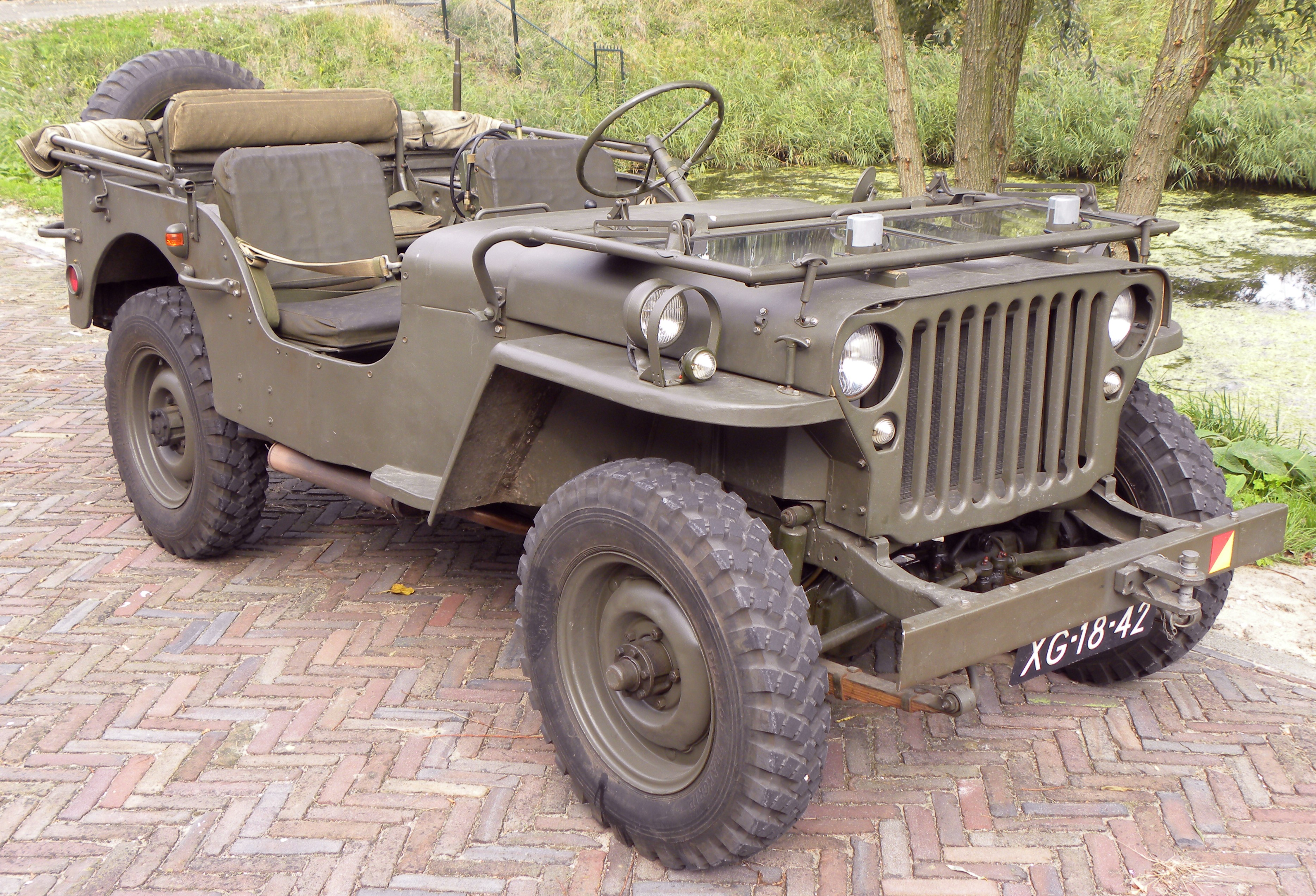
Jeep Willys (1943)

În al Doilea Război Mondial mecanizarea a jucat rol semnificativ. Cele mai vizibil în acest sens erau Tancurile, dar nu trebuie uitate camioanele și vehiculele mai ușoare care țineau în mișcare infanteria, artileria și în general aprovizionarea trupelor. În cadrul programului de ajutor militar Lend-Lease SUA a susținut sovieticii cu camioane care au jucat rol important de exemplu în aprovizionarea pe gheața de pe lacul Ladoga Leningradul încercuit și înfometat de naziști.
Rețea feroviară

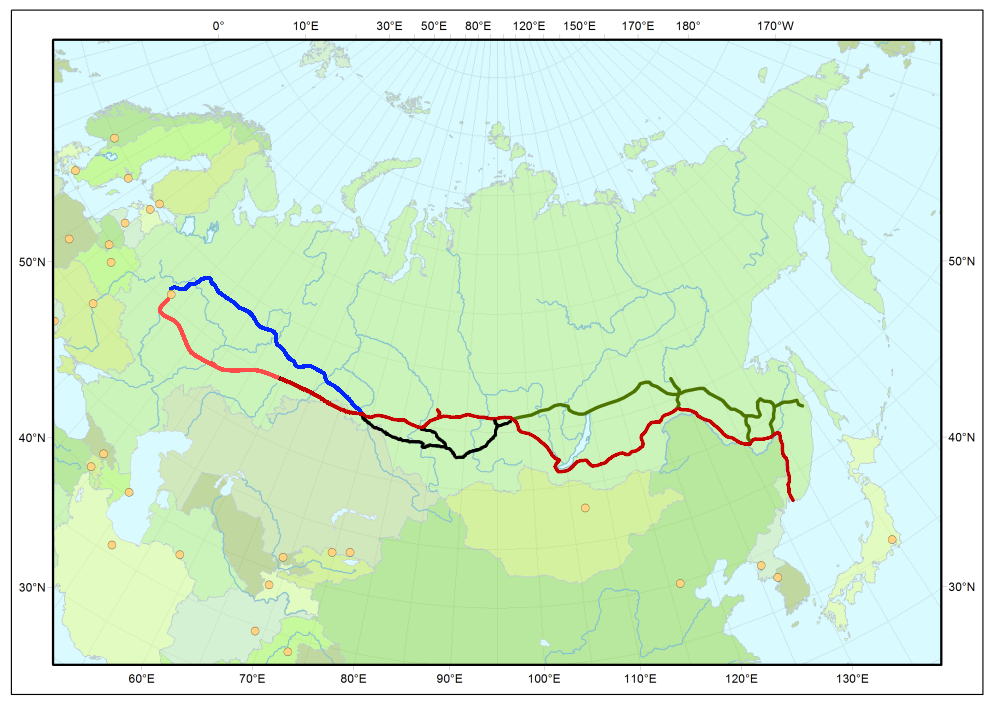
Calea ferată transsiberiană

Rețeaua feroviară a jucat rol important în transportarea trupelor.
Calea ferată transsiberiană a făcut posibilă transportarea trupelor din Siberia în Europa pentru apărarea Stalingradului. Mai târziu,  după terminarea războiul în Europa trupele sovietice au fost transportate în Manciuria pentru a ataca trupele japoneze care ocupau Manciuria. 
Vehicule semișenilate

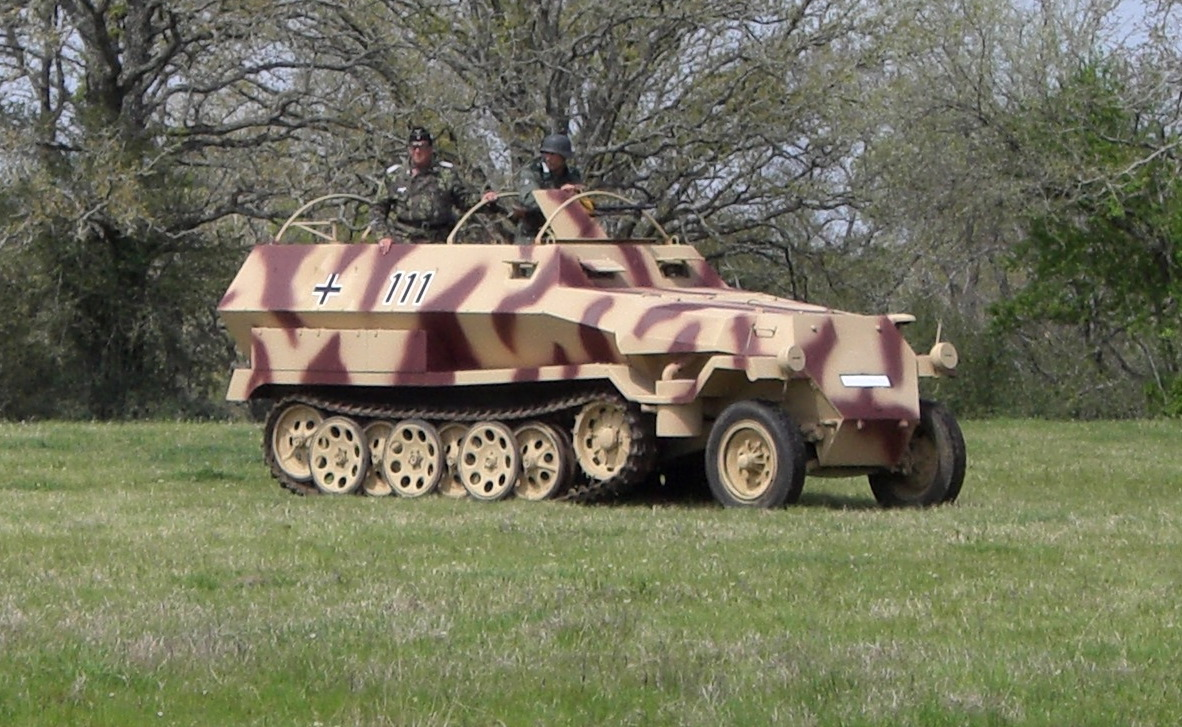
Vehiculul semișenilat blindat SdKfz 251 (Hanomag)

În timpul celui de-al Doilea Război Mondial Germania nazistă a dezvoltat mai multe vehicule semișenilate care s-au dovedit utile în mai multe situații, ca de exemplu în traversarea pădurilor din Ardeni în cadrul atacului-surpriză al germanilor în 1939 sau pe drumurile neasfaltate ale Uniunii Sovietice. 
Astfel de vehicule semișenilate erau: motocicleta semișenilată germană SdKfz 2 (Kettenkrad), camionul semișenilat SdKfz 9, semișenilatul tractor SdKfz 10,  vehiculul semișenilat blindat ușor SdKfz 250, transportorul de muniție SdKfz 252
Autoblindate

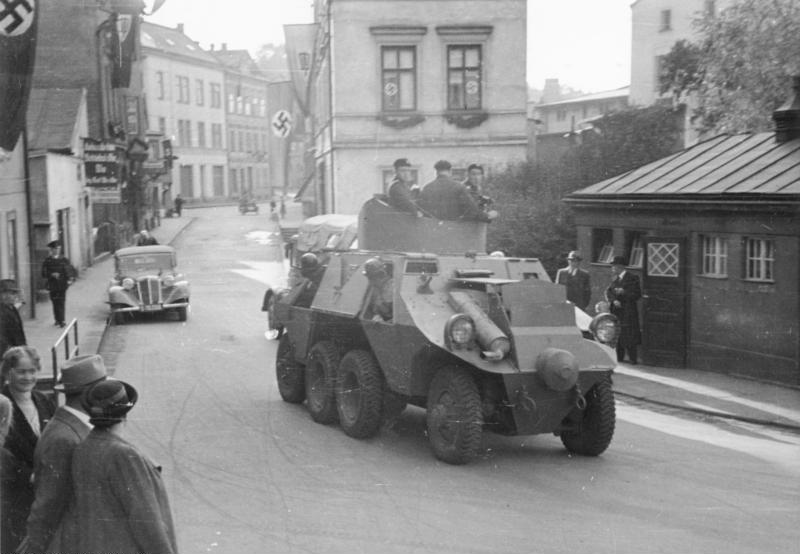
Steyr ADGZ în Regiunea Sudetă (1938)

Autoblindat ușor SdKfz. 222, autoblindat greu ADGZ
Avioane de transport
La avioane de transport se pot aminti:
- C-87 Liberator, C-46 Commando la americani,
- Bristol Buckingham, Avro Lancastrian, DH.91 Albatross  la britanici,
- Arado Ar 232, Junkers Ju 90, Junkers Ju 252 la germani
- Tupolev ANT-9, Lisunov Li-2 la sovietici.

Nave

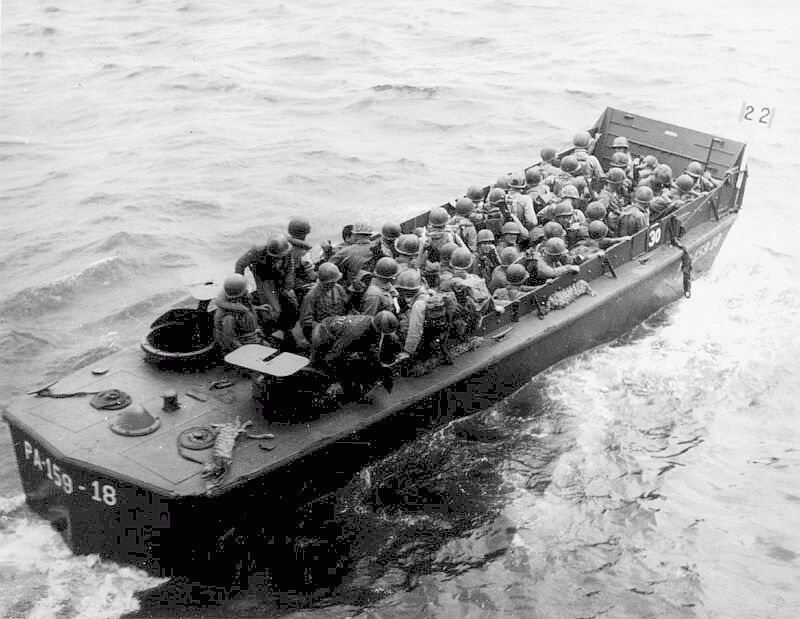
Navă de desant tip LCVP 18 care a contribuit la succesul debarcării în Normandia în Ziua Z.

În Oceanul Atlantic portavioanele de escortă au jucat rol important în protejarea convoaielor care se deplasau spre Europa închizând zona din Atlantic unde submarinele erau în afara razei de atac.
Navele de desant produse în număr foarte mari de SUA au asigurat succesul debarcării din Normandia.

## Comunicații, spionaj și contraspionaj

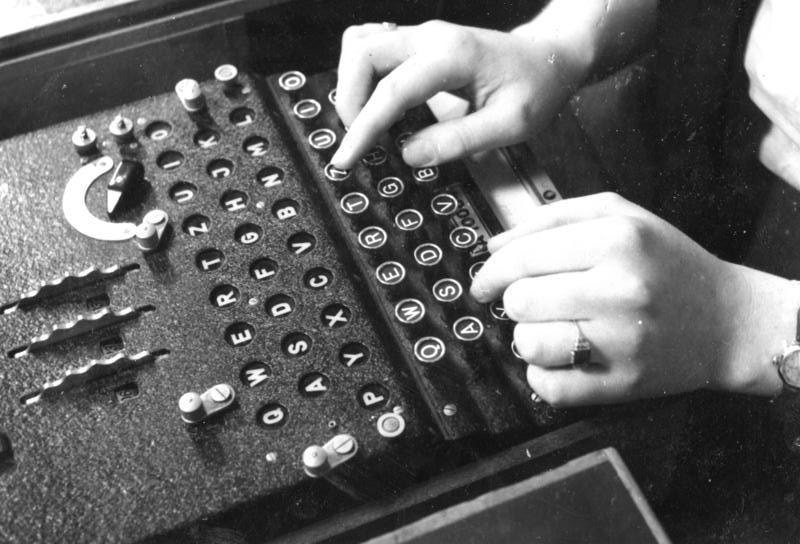
O mașină de criptat germană Enigma din 1943.

În cel de-al Doilea Război Mondial electronica s-a dezvoltat rapid. Radarul și sonarul și-au dovedit valoarea în detectarea avioanelor și navelor inamice. 
Comunicațiile pe câmpul de bătălie
Comunicațiie pe câmpul de luptă se realizau prin:
- radio
- telefon de campanie
- telegraf
- semnale luminoase
- steaguri de semnalizare
- heliograf etc.

În Operațiunea Barbarossa tancurile sovietice comunicau unele cu altele cu steaguri de semnalizare, pe când tancurile germane erau dotate cu aparate radio, ceea ce le asigura avantaj tactic. 
Se foloseau sisteme de cuvinte codate, se contracara interceptarea inamicului, se monitoriza și se bruia comunicația inamicului, se monitoriza propriul trafic pentru a se verifica respectarea măsurilor de securitate, se folosea radiobaliză directivă și sistem de ghid de navigație pentru avioane.

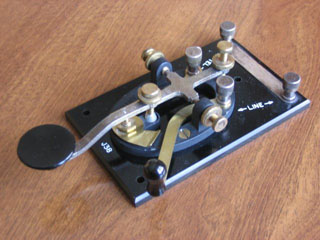
J-38 - Telegraf american fabricat în mari cantități în război

Raza radiourilor era foarte limitată, radiourile funcționau în sistem simplex, adică se putea să vorbească doar într-un sens, vorbitorul nu putea fi întrerupt.. 
Erau două tipuri de radio: cu modulație de amplitudine (AM) și mai târziu au apărut cele cu modulație de frecvență (FM). Cele din a doua categorie fiind mai ușoare și mai compacte, au apărut stațiile radio de emisie-recepție portabile ca de exemplu SCR-536 american.    

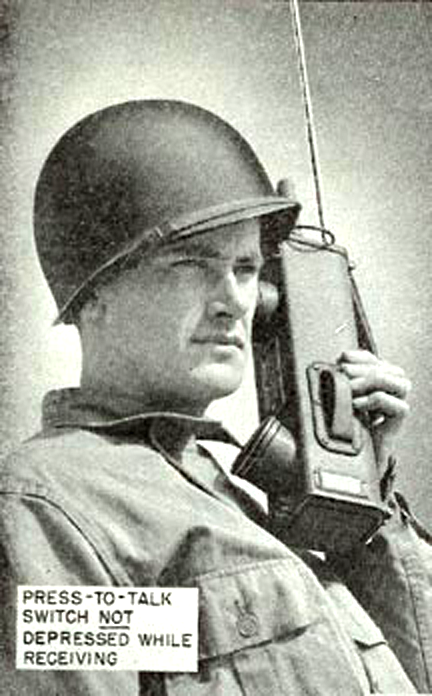
Radio portabil SCR536

Ascultarea comunicațiilor radio la nivelul micilor unități și ascultarea telefoniei cu fir oferea informații prea puține și efemere datorită schimbărilor rapide pe câmpul de luptă. Comunicațiile cu rază mare de acțiune nu se puteau transmite prin voce ci doar prin codul Morse. Radiotelegrafia prin codul Morse era vitală și în comunicațiile dintre nave de luptă respectiv între nave și bazele navale. Se transmiteau mesaje criptate. Radiotelegrafia era folosită și de avioanele cu rază lungă de acțiune de patrulare care patrulau de-a lungul coastei și raportau navele depistate.    

Comunicațiile și interceptarea comunicațiilor au devenit critice. 
Capturarea unei mașini de criptat Enigma a oferit britanicilor un avantaj mare în descifrarea comunicațiilor dintre comandamentul submarinelor germane și submarine, astfel puteau să afle planurile de atac ale germanilor. Echipa condusă de britanicul Alan Turing cu ajutorul criptologilor polonezi au reușit decriptarea mesajelor.

Un exemplu extrem al comunicării vocale prin coduri era folosirea indienilor navajo dar și ale nativilor altor triburi, pentru că japonezilor era imposibil descifrarea acestor mesaje.  
De importanță majoră s-a dovedit și decriptarea mesajelor japoneze de către americani sub conducerea lui Joseph Rochefort, din care s-a putut afla că următoarea țintă a atacului japonez va fi Insula Midway, astfel că au putut să pregătească japonezilor o ambuscadă. Nimitz a putut să calculeze că avioanele sale de pe cele trei portavioane americane plus cele de pe insula Midway pot egala aproximativ avioanele de pe cele patru portavioane japoneze. În contrast, japonezii nici după începerea bătăliei nu erau conștienți de dimensiunile forței americane. Ca urmare a pregătirii luptei, patru portavioane japoneze și un crucișător greu au fost scufundate cu costul unui portavion american și al unui distrugător.

## Medicină
Penicilina a fost descoperită de Alexander Fleming în 1928. Această invenție a avut importanță enormă în tratarea rănilor prin acțiunea penicilinei în cazul infecțiilor care aveau loc chiar și în cazul unor răniri ușoare.
Descoperirile în medicină și aplicarea acestora a făcut o diferențiere dramatică dintre aliați și germani, șansele vindecării în cazul unei răni fiind și mai reduse în cazul militarilor japonezi. 
Intervenția rapidă juca de asemenea rol mare.
Harrison considera că un infanterist britanic rănit grav avea șanse de 25 de ori mai mari să scape în Al Doilea Război Mondial decât în Primul Război Mondial.
"În anul 1944 răniții primeau îngrijire medicală în câteva ore de la rănire datorită mobilității crescute ale spitalelor de campanie și a folosirii tot mai intense a avioanelor ca ambulanță. Îngrijirea bolnavilor și răniților a fost de asemenea revoluționata de noi tehnologii medicale ca de exemplu imunizarea împotriva tetanosului (descoperit în 1927), folosirea sulfonamizilor și penicilinei."
Tot în această perioadă a început folosirea DDT-ului în lupta împotriva insectelor purtătoare a malariei, boală endemică în marea majoritate a regiunilor tropicale din lume.
Pe de altă parte naziștii făceau experiențe inumane cu prizonierii din lagărele de concentrare iar japonezii cu prizonierii de război încălcând grav etica medicală. După război acești medici au fost judecați la Procesele de la Nürnberg unde pentru a preveni ca în viitor să se mai întâmple așa ceva, s-au introdus Codurile de la Nuremberg. 
Medicii japonezi în Unitatea 731 (codul unității medicale care făcea cercetări medicale) au făcut un număr mare de vivisecții și experiențe, în principal asupra prizonierilor chinezi.  

## Descoperiri științifice și tehnologice care au revoluționat industria militară
Printre descoperirile științifice și tehnologice care au revoluționat industria militară pot fi amintite:
- cauciucul sintetic
- Hobart's Funnies
- radarul
- penicilina
- napalmul
- fisiunea nucleară
- sonarul
- tablă ștanțată (arme de calibru mic)